# جنبش حقوق مدنی سیاه‌پوستان آمریکا (۶۸–۱۹۵۵)
جنبش حقوق مدنی سیاهپوستان آمریکا (۶۸–۱۹۵۵)، شامل یک سری جنبش‌های اجتماعی در ایالات متحده است که هدف آن‌ها پایان دادن به تفکیک و تبعیض نژادی علیه آمریکایی‌های سیاهپوست و برخورداری سیاهان از حق رأی دادن در قانون اساسی بود. این مقاله به پیشروی این جنبش طی سال‌های ۱۹۵۵ تا ۱۹۶۸ به ویژه در جنوب آمریکا می‌پردازد.
این جنبش ماهیت خود را بیشتر از مبارزات مقاومت مدنی گرفته‌است. بین سال‌های ۱۹۵۵ تا ۱۹۶۸، اقداماتی چون تظاهرات خشونت پرهیز و نافرمانی مدنی باعث ایجاد شرایط بحرانی میان فعالان مدنی و مقامات دولتی شد. مقام‌ها، صاحبان صنایع و شرکت‌ها و تشکل‌ها در هر سه سطح فدرال، کشوری و محلی، مجبور بودند بلافاصله به این شرایط که منعکس کنندهٔ بی عدالتی علیه آمریکایی‌های آفریقایی‌تبار بود، واکنش نشان دهند. اشکال مختلف اعتراض یا نافرمانی مدنی، شامل بایکوت از جمله بایکوت اتوبوسرانی مونتگمری (۵۶–۱۹۵۵) در آلاباما؛ «تحصن» از جمله تحصن گرینزبرو (۱۹۶۰) در کارولینای شمالی، تظاهرات از جمله تظاهرات سلما تا مونتگمری (۱۹۶۵) در آلاباما و طیف وسیعی از دیگر فعالیت‌های خشونت پرهیز بود.
موجی از شورش‌های داخل شهری در محله‌های سیاه‌پوست‌نشین بین سال‌های ۱۹۶۴ تا ۱۹۷۰، باعث شد حمایت سفیدپوستان آمریکا از جنبش سیاهان کاهش یابد. ظهور جنبش قدرت سیاه که حدوداً از ۱۹۶۶ تا ۱۹۷۵ به طول انجامید، رهبری نهادینه شده جنبش سیاهان و دیدگاه‌های مشارکتی و خشونت پرهیز آن را به چالش کشید، و در عوض خواستار خودکفایی اقتصادی و سیاسی شد.

## دستاوردهای قانونی
دستاوردهای قانونی عمده در طول این دوره از جنبش حقوق مدنی عبارت بود از: لایحه حقوق مدنی ۱۹۶۴, تصویب قانون حقوق مدنی در سال ۱۹۶۴ که هرگونه تبعیض بر اساس «نژاد، رنگ، مذهب، یا اصالت ملی» در امور استخدامی و حضور در اماکن عمومی را ممنوع اعلام می‌کرد، قانون حق رأی در سال ۱۹۶۵ که حق رأی دادن را احیا و محافظت می‌کرد، قانون خدمات مهاجرتی و تابعیت در سال ۱۹۶۵ که به طرز چشمگیری مهاجرت غیر اروپایی‌ها را به آمریکا افزایش داد، و قانون معاملات مسکن منصفانه در سال ۱۹۶۸ که هرگونه تبعیض در معاملات خرید یا اجارهٔ مسکن را ممنوع اعلام می‌کرد. آمریکایی‌های آفریقایی‌تبار در جنوب کشور دوباره به سیاست راه یافتند و در کل کشور، جوان‌های بسیاری از این جنبش الهام گرفتند.

## پیش زمینه
پس از جنگ داخلی آمریکا، ۳ مادهٔ قانونی جدید به قانون اساسی آمریکا الحاق شد که عبارت بود از:
- الحاقیه سیزدهم که به برده داری پایان می‌داد
- الحاقیه چهاردهم که به آمریکایی‌های آفریقایی‌تبار حق شهروندی را اعطا و جمعیت ۴ میلیون نفری آن‌ها را به منظور تخصیص سهم بودجه کنگره‌ای به جمعیت رسمی ایالت‌های جنوبی اضافه می‌کرد
- الحاقیه پانزدهم که به مردهای آمریکایی آفریقایی‌تبار حق رأی می‌داد (در آن زمان در آمریکا فقط مردها حق رأی دادن داشتند).

از سال ۱۸۶۵ تا ۱۸۷۷، آمریکا پس از پایان برده داری و در تلاش برای نهادینه‌سازی نیروی کار آزاد و حقوق مدنی برده‌های آزاد شده در جنوب، وارد دوران بازسازی و آشفتگی‌های ناشی از آن شد. مقاومت بسیاری از سفیدپوست‌ها در مقابل این تحولات اجتماعی، منجر به جنبش‌های شورشی از جمله جنبش کو کلاکس کلن شد. اعضای این جنبش‌ها برای حفظ سلطه سفیدپوستها، به سیاهان و حتی سفیدپوست‌های جمهوری‌خواه حمله می‌کردند.
در سال ۱۸۷۱، رئیس‌جمهور اولیسس اس. گرانت، ارتش ایالات متحده و دادستان کل آمریکا ژنرال آموس. تی. آکرمن کمپینی را آغاز کردند تا به واسطه قوانین الزام‌آور سازمان سری کو کلاکس کلن را متوقف کنند. بعضی از ایالت‌ها تمایلی به اجرای الزامات این قوانین در سطح فدرال نداشتند. تا اوایل دهه ۱۸۷۰، گروه‌های دیگری از سفیدپوست‌های نژادپرست ظهور یافتند که به طرزی خشونت بار با تساوی حقوقی و حق رأی آمریکایی‌های آفریقایی‌تبار مخالفت می‌کردند.
پس از انتخابات سال ۱۸۷۶ که منجر به خاتمه دوران بازسازی و خروج نیروهای فدرال شد، سفیدپوستان در جنوب توانستند تا اواخر قرن کنترل سیاسی مجلس را در منطقه باز پس گیرند. پیش از آن، سفیدپوستان در جریان انتخابات هرچند به ارعاب و تهدید و حملات خشونت بار علیه سیاهان متوسل شده بودند اما نبرد قدرت را به ائتلاف دو نژادی پوپولیستها و جمهوری‌خواهان باخته بودند.
از سال ۱۸۹۰ تا ۱۹۰۸، ایالات جنوبی با تصویب قانون اساسی و قوانین جدید و با ایجاد موانع پیش روی ثبت نام رای‌دهندگان، سعی کردند آمریکایی‌های آفریقایی‌تبار را از حق رأی محروم سازند. از آنجا که سیاهان از سیاست‌های انتخاباتی بیرون رانده شده بودند، حوزه‌های ثبت نام رای‌دهندگان به طرز چشمگیری کاهش یافت. در بعضی مناطق پیشرفت‌هایی صورت گرفته بود اما به‌طور کلی این وضعیت در اغلب ایالت‌های جنوبی تا زمان تصویب قانون حقوق مدنی ملی در اواسط دهه ۱۹۶۰ که رعایت حقوق رای‌دهندگان را طبق قانون اساسی فدرال الزام‌آور می‌ساخت، ادامه یافت. به مدت بیش از ۶۰ سال، سیاهان در جنوب قادر نبودند شخصی را که منافع آن‌ها را در کنگره یا دولت محلی نمایندگی کند، انتخاب کنند. از آنجا که آن‌ها نمی‌توانستند رأی بدهند، در نتیجه اجازه نداشتند در هیئت منصفه دادگاه‌های محلی نیز حضور یابند.
در طول این مدت، حزب دموکرات که تحت تسلط سفیدها بود، کنترل سیاسی جنوب را حفظ کرد. از آنجا که سفیدها تمام صندلی‌های نمایندگی کل جمعیت ایالات جنوبی را در اختیار داشتند، در کنگره از یک بلوک قدرتمند در مقابل حق رأی سیاهان برخوردار بودند. حزب جمهوری‌خواه – حزب لینکلن- که اغلب سیاهان از نظر حزبی به آن تعلق داشتند، به دلیل تعلیق حق رأی سیاهان، قدرت و نفوذ خود را از دست داده بود. تا سال ۱۹۶۵، «جنوب یکپارچه» از یک نظام تک حزبی برخوردار بود که دموکرات‌ها بر آن تسلط داشتند. به غیر از چند ناحیه معدود (معمولاً در منطقه دور افتاده آپالاچیا) نامزدی حزب دموکرات، به مثابه شرکت در انتخابات برای تصدی کرسی‌های ایالتی و محلی بود. اغلب سازمان‌های حزب جمهوریخواه در جنوب توسط آمریکایی‌های آفریقایی‌تبار کنترل می‌شد. آن‌ها در کنوانسیون‌های ملی که کاندیداهای جمهوری‌خواهان در انتخابات ریاست جمهوری را تعیین می‌کردند، حضور می‌یافتند. از جمله، بوکر تی. واشینگتن که به ویژه در حوزه مشاغل حمایتی فدرال، از مشاوران برجسته رؤسای جمهور جمهوری‌خواه تئودور روزولت و ویلیام هاوارد تافت بود.
در همین دوره، هم‌زمان با محرومیت آمریکایی‌های آفریقایی‌تبار از حق رای، دموکرات‌های سفیدپوست تفکیک نژادی را نیز به جرگه قوانین راه دادند. با آغاز قرن جدید، خشونت‌ها علیه سیاهان افزایش یافت و شمار زیادی از سیاه پوستان قربانی اعدام‌های بدون محاکمه شدند. نظام حقوقی ایالتی که برپایه تبعیض نژادی و ظلم علیه رنگین پوستان استوار بود و از دل دوران پس از بازسازی جنوب سر برآورده بود، به نظام «جیم کراو» مشهور شد. این نظام حقوقی تا اواسط دهه ۱۹۵۰، یعنی زمانی که اغلب ایالات، مدارس خود را مطابق با تصمیم دیوان عالی بر اساس حکم پرونده براون علیه هیئت آموزش و پرورش به صورت جامع و یکپارچه درآوردند، دست نخورده باقی‌ماند. به این ترتیب، اوایل قرن بیستم دوره‌ای است که اغلب از آن به عنوان «بنیاد تقابلات نژادی در آمریکا» نام برده می‌شود. درحالی‌که مشکلات و نقض حقوق مدنی در جنوب به اوج خود رسیده بود، در دیگر مناطق نیز تبعیض‌های اجتماعی و تنش، آمریکایی‌های آفریقایی‌تبار را هدف قرار می‌داد. در سطح ملی، بلوک جنوب کمیته‌های مهم کنگره را کنترل می‌کرد، مقابل تصویب قوانینی که علیه اعدام‌های بدون محاکمه پیشنهاد می‌شد می‌ایستاد، و به پشتوانه جمعیت بالای سفیدپوستان در جنوب، قدرت قابل ملاحظه‌ای را اعمال می‌کرد. ویژگی‌های دوران پس از بازسازی:
- تفکیک نژادی؛ به موجب قانون، تسهیلات عمومی و خدمات دولتی از جمله آموزش و پرورش، به حوزه‌های مجزای «سفید پوستان» و «رنگین پوستان» تقسیم شده بود. به‌طور مشخص، خدمات و تسهیلاتی که در اختیار رنگین پوستان قرار می‌گرفت از بودجه کافی و کیفیت مناسب برخوردار نبود.
- محرومیت از حق رای؛ وقتی دموکرات‌های سفیدپوست قدرت را مجدداً در اختیار گرفتند، قوانینی را تصوب کردند که روند ثبت نام را برای رای‌دهندگان محدودتر می‌کرد و در اساس، سیاهان را از ثبت نام برای رأی دهی محروم می‌ساخت. شمار رای‌دهندگان آمریکایی آفریقایی تبار به طرز چشمگیری کاهش یافت. آن‌ها دیگر قادر نبودند نمایندگان خود را انتخاب کنند. بین سال‌های ۱۸۹۰ تا ۱۹۰۸، ایالات جنوبی که پیش از آن عضو کنفدراسیون (ایالات هم پیمان) بودند، قانون اساسی ای را ایجاد کردند که ده‌ها هزار آمریکایی آفریقایی‌تبار را از حق رأی محروم می‌ساخت. در ایالاتی مثل آلاباما حتی سفیدپوستان فقیر و بی بضاعت نیز مانند سیاهان از حق رأی محروم شده بودند.
- استثمار؛ افزایش ظلم اقتصادی علیه سیاهان، لاتین تبارها و آسیایی‌ها، ممانعت از فرصت‌های اقتصادی، و تبعیض استخدامی گسترده.
- خشونت؛ خشونت فردی، پلیس، شبه نظامی، سازمانی، و خشونت نژاد پرستانه گروهی علیه سیاهان (و لاتین تبارها در جنوب غرب و آسیایی‌ها در کالیفرنیا).

آمریکایی‌های آفریقایی‌تبار و دیگر اقلیت‌های نژادی این رژیم حقوقی را نمی‌پذیرفتند. آن‌ها به شکل‌های مختلف و از طریق اقامه دعوی، تأسیس سازمان‌های جدید، صف آرایی‌های سیاسی، و سازمان دهی کارگران در مقابل این رژیم حقوقی مقاومت می‌کردند. (نگاه کنید به جنبش حقوق مدنی آمریکایی‌های آفریقایی‌تبار، ۱۹۵۴–۱۸۹۶). در سال ۱۹۰۹، انجمن ملی پیشرفت رنگین پوستان (NAACP) تأسیس شد. این سازمان تلاش می‌کرد تا از طریق دعاوی قضایی، آموزش و پرورش، و اعمال نفوذ و لابی کردن، به تبعیض نژادی خاتمه دهد. بزرگ‌ترین دستاورد این سازمان، پیروزی حقوقی در تصمیم دیوان عالی در پرونده براون علیه هیئت آموزش و پرورش بود (۱۹۵۴)؛ دادگاه با نظام تفکیک مدارس سفیدپوستان و رنگین پوستان مخالفت کرد و تلویحاً رأی به انحلال دکترین «جدا، ولی برابر» داد که پس از پرونده حقوقی پلسی علیه فرگوسن (۱۸۹۸) نهادینه شده بود.
کهنه سربازهای سیاه‌پوست ارتش آمریکا پس از هر دو جنگ جهانی برای احقاق کامل حقوق مدنی تلاش می‌کردند و اغلب رهبری جنبش‌های فعالانه را عهده‌دار می‌شدند. در سال ۱۹۴۸ در زمان رئیس‌جمهور هری ترومن آن‌ها موفق به لغو تفکیک نژادی در ارتش شدند و ترومن خود دستور یکپارچه‌سازی رنگین‌پوست‌ها و سفیدپوست‌ها در ارتش آمریکا را طی یک فرمان اجرایی صادر کرد. وضعیت سیاهان در نواحی خارج از ایالات جنوبی تا حدی بهتر بود. (در اغلب ایالات آن‌ها می‌توانستند رأی بدهند و فرزندان خود را به مدرسه بفرستند، البته آن‌ها هنوز به‌طور غیررسمی و در عمل، با تبعیض نژادی در مشاغل مختلف و معاملات مسکن روبرو بودند) از سال ۱۹۱۰ تا ۱۹۷۰، در پی زندگی بهتر از جنوب خارج شدند و به سمت شمال و غرب مهاجرت کردند. در دوره‌ای که به مهاجرت بزرگ مشهور شد، نزدیک به ۷ میلیون سیاه‌پوست جنوب را ترک کردند. حجم مهاجرت چنان بالا بود که جغرافیای انسانی بعضی ایالات تغییر یافت و الگوی جمعیتی از اکثریت سیاه‌پوست به اکثریت سفیدپوست بدل شد (البته رویدادهای دیگر توسعه‌ای نیز در این تغییر جغرافیای انسانی نقش داشتند). انرژی ناشی از پیروزی در پرونده براون علیه هیئت آموزش و پرورش از یک سو، و ناخشنودی از فقدان تأثیر آنی و عملی این پیروزی از سوی دیگر، باعث شد تا شماری از شهروندان عادی به طرز فزاینده‌ای به مخالفت با رویکردهای تدریجی و حقوقی به عنوان ابزار اصلی نیل به جدایی زدایی برخیزند. آن‌ها با «مقاومت گسترده» حامیان تفکیک نژادی و منع حق رأی در جنوب مواجه بودند. در مقابل، آمریکایی‌های آفریقایی‌تبار، یک استراتژی ترکیبی را پیش گرفتند که مبتنی بر کنش مستقیم از طریق مقاومت خشونت پرهیز بود و به نافرمانی مدنی مشهور شد. این استراتژی به ظهور جنبش حقوق مدنی آمریکایی‌های آفریقایی‌تبار بین سال‌های ۱۹۵۵ تا ۱۹۶۸ انجامید.
کنش توده‌ای، جایگزین طرح دعاوی قضایی استراتژی آموزش و پرورش دولتی، لابی‌های قانونی و حقوقی، و طرح دعاوی قضایی که ماهیت جنبش حقوق مدنی را در نیمه نخست قرن بیستم شکل می‌داد، پس از پرونده براون به استراتژی بزرگتری تبدیل شد که بر «کنش مستقیم» تأکید داشت: بایکوت‌های عمده، تحصن، راه اندازی سفرهای اتوبوسی موسوم به مسافرت‌های آزادی، تظاهرات و تاکتیک‌های مشابه که به بسیج توده‌ای، مقاومت خشونت پرهیز و نافرمانی مدنی تکیه داشت. این رویکرد کنش توده‌ای، ماهیت اصلی جنبش را بین سال‌های ۱۹۶۰ تا ۱۹۶۸ شکل می‌داد. کلیساها، سازمان‌های مردمی، تشکل‌های اتحادیه‌ای، و شرکت‌های تحت مالکیت سیاهان، نیروهای داوطلب را برای مشارکت در کنش‌های گسترده و انبوه بسیج کردند. این رویکرد نسبت به رویکرد سنتی اقامه دعوی در محاکم قضایی که توسط NAACP (انجمن ملی پیشرفت سیاهپوستان) و دیگران به کار گرفته شده بود، برای ایجاد تحول، ابزار مستقیم تر و به صورت بالقوه سریعتری به‌شمار می‌رفت. در سال ۱۹۵۲، شورای منطقه‌ای رهبری سیاهان (RCNL) به رهبری تی.آر.ام. هاوارد که یک جراح سیاهپوست، کارآفرین و مزرعه دار بود، توانست یک بایکوت موفقیت‌آمیز را اجرا کند. این بایکوت، شامل تحریم آن دسته از پمپ بنزین‌های میسی سیپی می‌شد که از ارائه سرویس بهداشتی به سیاهان امتناع می‌ورزیدند. هاوارد از طریق شورای RCNL کمپین‌هایی را برای افشای توحش گشت بزرگراه ایالت میسی سیپی راه انداخت و تلاش کرد سیاهان را به سپرده‌گذاری در بانک ترای استیت نشویل که تحت مالکیت سیاه پوستان بود ترغیب کند. این بانک به آن دسته از فعالان حقوق مدنی که قربانی سیاست‌های کاهش اعتبار شورای شهروندان سفیدپوست شده بودند، وام پرداخت می‌کرد. انجمن اصلاح مونتگمری که برای رهبری بایکوت اتوبوسرانی مونتگمری تأسیس شده بود، موفق شد این بایکوت را به مدت یک سال، تا زمانی که دادگاه، رأی به پایان تفکیک نژادی مسافران خطوط اتوبوسرانی شهر مونتگمری می‌داد، فعالانه ادامه دهد. موفقیت در مونتگمری، باعث شهرت ملی دکتر مارتین لوتر کینگ جونیور، رهبر این انجمن شد. این اقدام، همچنین الهام بخش بایکوت‌های مشابه دیگری، از جمله بایکوت موفقیت‌آمیز تالاهاسی، فلوریدا در سال ۱۹۵۶–۱۹۵۷ شد. در سال ۱۹۵۷ کینگ و کشیشی به نام جان دافی، رهبران انجمن اصلاح مونتگمری، به دیگر رهبران کلیسا که بایکوت‌های مشابه دیگری را هدایت کرده بودند، از جمله کشیش سی.کی. استیل از تالاهاسی و کشیش تی.جی. جمیسون از باتان روژ، و همچنین فعالانی مثل کشیش فرد شاتل ورث، الا بیکر، ای. فیلیپ رندولف، بیارد راستین و استنلی لویسون ملحق شدند تا سازمانی را به نام کنفرانس رهبری مسیحیان جنوبی (SCLC) تشکیل دهند. این سازمان، برخلاف انجمن ملی پیشرفت سیاهپوستان (NAACP) سعی نکرد شبکه‌ای از شعبات و دفاتر ایجاد کند. بلکه به آن دسته از تشکل‌های محلی که با تفکیک نژادی مبارزه می‌کردند، کمک‌های آموزشی و مدیریتی ارائه کرد. اداره مرکزی این سازمان که در آتلانتا، جورجیا مستقر بود، برای حمایت از چنین کمپین‌هایی، اقدام به جمع‌آوری وجوه مالی می‌کرد. اغلب این وجوه از منابعی در شمال تأمین می‌شد. این سازمان، خشونت پرهیزی را هم به عنوان مرام بنیادین خود و هم به عنوان متد اصلی برای مقابله با نژادپرستی به کار گرفت. در سال ۱۹۵۹، سپتیما کلارک، برنیس رابینسون، و عیسی جنکینز، به کمک مدرسه هایلندر فولک در تنسی، شروع به تأسیس نخستین مدرسه‌های شهروندی در سی آیلندز در کارولینای جنوبی کردند. آن‌ها برای توانمند ساختن سیاهپوستان جهت قبولی در آزمون‌های رأی دهی، به سیاهان سواد می‌آموختند. این برنامه موفقیت چشمگیری داشت و توانست شمار رای‌دهندگان سیاه‌پوست در جانز آیلند را تا سه برابر افزایش دهد. سازمان SCLC این برنامه را با موفقیت در دیگر نقاط ادامه داد.

## حوادث کلیدی

### وقایع جنبش حقوق مدنی آمریکایی‌های آفریقایی‌تبار
براون علیه هیئت آموزش و پرورش، ۱۹۵۴
در بهار سال ۱۹۵۱، دانش آموزان سیاه‌پوست در ویرجینیا نسبت به شرایط نابرابر خود در نظام آموزشی تفکیک شده ایالتی معترض شدند. دانش آموزان دبیرستان موتون اعتراض خود را نسبت به ازدحام و شلوغی بیش از حد دبیرستان و نبود امکانات و تسهیلات ابراز داشتند. بعضی از رهبران محلی انجمن ملی پیشرفت سیاهپوستان (NAACP) سعی کرده بودند دانش آموزان را به صرفنظر از اعتراض علیه قوانین جیم کراو در خصوص تفکیک نژادی در مدارس ترغیب کنند. اما دانش آموزان به این درخواست بی اعتنا ماندند. در نتیجه، انجمن NAACP نیز به مبارزه علیه تفکیک نژادی در مدارس ملحق شد. انجمنNAACP با بررسی ۵ پرونده، نظام حاکم بر مدارس را به چالش کشید؛ این اقدامات، بعدها در ترکیب با یکدیگر پرونده‌ای حقوقی را تشکیل دادند که امروز به عنوان براون. علیه هیئت آموزش و پرورش مشهور است.

### یکپارچه‌سازی مدارس، مدرسه برنارد، واشینگتن دی. سی، ۱۹۵۵
در ۱۷ می ۱۹۵۴، دیوان عالی ایالات متحده، تصمیم خود را در خصوص پرونده‌ای که به براون علیه هیئت آموزش و پرورش توپکای کانزاس مشهور شده بود، اعلام کرد. شاکیان این پرونده مدعی بودند که تفکیک بچه‌های سیاه‌پوست از بچه‌های سفیدپوست در مدارس دولتی، برخلاف قانون اساسی است. دادگاه اعلام کرد «تفکیک بچه‌های سفیدپوست از بچه‌های رنگین‌پوست در مدارس دولتی تأثیر زیان بخشی روی بچه‌های رنگین‌پوست می‌گذارد. این تأثیر، زمانی که تفکیک نژادی از ضمانت اجرایی قانون برخوردار است، بیشتر نیز خواهد شد؛ چرا که سیاست تفکیک نژادی معمولاً به عنوان سیاستی برای دون و پست خواندن سیاه پوستان تعبیر شده‌است.» وکلای انجمن NAACP می‌بایست مدارک قابل قبولی را برای پیروزی در پرونده هیئت آموزش و پرورش براون. وی جمع‌آوری می‌کردند. روش آن‌ها برای برخورد با مسئله تفکیک نژادی در مدارس، فهرست برداری از مباحث و استدلال‌های مختلف بود. یکی از این مباحث، به پیامدهای تماس‌های بین نژادی در محیط و فضای مدارس مربوط می‌شد. استدلال آن‌ها این بود که تماس‌های بین نژادی، به کودکان کمک می‌کند تا در معرض فشارهایی که در ارتباط با نژاد در جامعه اعمال می‌شود، قرار نگیرند و در نتیجه شانس بهتری برای زندگی در جامعه دموکراتیک داشته باشند. یک بحث دیگر، روی این نکته تأکید داشت که چگونه «آموزش و پرورش به کل فرایند پیشرفت و فراگیری قدرت‌های ذهنی، فیزیکی و اخلاقی و توانایی‌های انسان کمک می‌کند.»
ریسا گلوباف می‌نویسد قصد انجمن NAACP این بود که به دادگاه نشان دهد کودکان آمریکایی آفریقایی‌تبار، قربانی سیاست تفکیک نژادی در مدارس شده‌اند و آینده آن‌ها در خطر است. دادگاه حکم داد احکام هر دو پرونده پلسی علیه فرگوسن (۱۸۹۶) که معیار «جدا ولی برابر» را نهادینه کرده بود و کامینگ علیه هیئت آموزش و پرورش ریچموند کانتی (۱۸۹۹) که این معیارها را در مدارس اعمال کرده بود، برخلاف قانون اساسی بوده‌است. یک سال بعد، در پرونده‌ای که به براون علیه هیئت آموزش و پرورش مشهور شده بود، دادگاه حکم داد که تفکیک نژادی باید «با سرعتی سنجیده و حساب شده» به مرور لغو شود. حکم دادگاه در خصوص پرونده براون علیه هیئت آموزش و پرورش توپکا، کانزاس (۱۹۵۴)، به الغای حکم دادگاه سال ۱۸۹۶ دربارهٔ پرونده پلسی علیه فرگوسن منجر نشد. پرونده پلسی علیه فرگوسن به تفکیک نژادی در سیستم حمل و نقل مربوط می‌شد. اما پرونده براون علیه هیئت آموزش و پرورش در ارتباط با تفکیک نژادی در نظام آموزش و پرورش کشور بود. پرونده براون علیه هیئت آموزش و پرورش راه را برای مقابله با معیار «جدا ولی برابر» در آینده هموار کرد. در ۱۸ می ۱۹۵۴، گرینزبورو، کارولینای شمالی نخستین شهر جنوبی بود که به‌طور رسمی اعلام کرد از تصمیم دیوان عالی در خصوص پرونده براون علیه هیئت آموزش و پرورش اطاعت می‌کند. بنجامین اسمیت، رئیس هیئت مدیره مدارس این شهر گفت «امکان ندارد که ما بخواهیم قوانین ایالات متحده را نقض کنیم.» در رای‌گیری اعضای هیئت مدیره مدارس این شهر، با ۶ رأی مثبت در مقابل یک رأی منفی، مقرر شد که در راستای اجرای حکم دیوان عالی، در مدارس شهر یکپارچه‌سازی دانش آموزان سیاه‌پوست و سفیدپوست صورت بگیرد. این واکنش مثبت به رأی دیوان عالی در پرونده براون، و به دنبال آن انتصاب یک آمریکایی آفریقایی‌تبار به نام دکتر دیوید جونز به ریاست هیئت مدیره مدارس شهر در سال ۱۹۵۳، باعث شد تا شمار زیادی از شهروندان سفیدپوست و سیاه‌پوست بپذیرند که شهر گرینزبورو در مسیری سازنده و مترقی قرار گرفته‌است. یکپارچه‌سازی مدارس در گرینزبورو در مقایسه با دیگر ایالات جنوبی روند نسبتاً مصالحه‌آمیزی داشت. در آلاباما، آرکانزاس و ویرجینیا، پیش‌بینی می‌شد که مقاومت گسترده‌ای در برابر یکپارچه‌سازی مدارس صورت بگیرد. در ویرجینیا، بعضی شهرها به جای یکپارچه سازی، مدارس خود را تعطیل کردند و تعداد زیادی مدارس خصوصی مسیحیان سفیدپوست تأسیس شد تا پذیرای دانش آموزانی باشد که پیش از آن، به مدارس دولتی می‌رفتند.

## رزا پارکز و بایکوت خطوط اتوبوسرانی مونتگمری، ۱۹۵۶–۱۹۵۵
در اول دسامبر ۱۹۵۵، ۹ ماه بعد از آنکه یک دانش آموز ۱۵ ساله دبیرستانی به نام کلودت کالوین حاضر نشد از صندلی خود در یک اتوبوس عمومی در مونتگمری در آلاباما برخیزد تا یک مسافر سفیدپوست روی آن بنشیند، رزا پارکز (مادر جنبش حقوق مدنی) نیز همین کار را کرد. پارکز منشی اداری شعبه مونتگمری انجمن NAACP بود و به تازگی از نشستی در مرکز هایلندر در تنسی بازگشته بود. در این نشست، نافرمانی مدنی خشونت پرهیز به عنوان یک استراتژی مورد بحث قرار گرفته بود. پارکز دستگیر، محاکمه و متهم به اخلال در نظم عمومی و نقض مقررات محلی شد. پس از آنکه خبر این واقعه در تشکل‌های سیاه پوستان پیچید، ۵۰ نفر از رهبران آمریکایی آفریقایی‌تبار، گردهم آمدند و جهت مطالبه یک سیستم اتوبوسرانی عمومی که در آن با مسافران به‌طور یکسان و برابر برخورد شود، اقدام به سازماندهی بایکوت خطوط اتوبوسرانی مونتگمری کردند.
پس از آنکه مسئولان شهر مونتگمری بسیاری از اصلاحات پیشنهادی انجمن NAACP را نپذیرفتند، این انجمن به رهبری ای.دی. نیکسون فشار خود را جهت جدایی زدایی کامل از اتوبوس‌های عمومی افزایش داد. این بایکوت با حمایت اغلب جمعیت ۵۰ هزار نفره آمریکایی‌های آفریقایی‌تبار در مونتگمری، به مدت ۳۸۱ روز به طول انجامید، تا این که سرانجام قانون محلی تفکیک سفیدپوستان و آمریکایی‌های آفریقایی‌تبار در اتوبوس‌های عمومی، منسوخ شد. ۹۰ درصد آمریکایی‌های آفریقایی‌تبار شهر مونتگمری در این بایکوت مشارکت کردند که باعث شد درآمد اتوبوسرانی شهر تا ۸۰ درصد کاهش یابد؛ چرا که اکثر مسافران خطوط اتوبوسرانی شهر را آن‌ها تشکیل می‌دادند. در نوامبر ۱۹۵۶، یک دادگاه فدرال حکم به جدایی زدایی در خطوط اتوبوسرانی عمومی مونتگمری داد و در نتیجه، بایکوت خاتمه یافت. مارتین لوتر کینگ، جونیور، از اعضای کلیسای باپتیست، ریاست انجمن اصلاح مونتگمری را بر عهده داشت. این همان سازمانی بود که بایکوت یاد شده را هدایت کرده بود. این اقدام اعتراضی بلندمدت، توجه ملی را به سمت وی و این شهر جلب کرد. دعوت فصیحانه او از مردم به سمت برادری مسیح وار و آرمانگرایی آمریکایی، تأثیری مثبت بر مردم داخل و خارج از ایالات جنوبی گذاشت.

### جدایی زدایی در مدرسه راهنمایی سنترال لیتل راک، ۱۹۵۷
نیروهای هنگ ۳۲۷ پیاده‌نظام، لشکر ۱۰۱ چترباز، ۹ دانش آموز آمریکایی آفریقایی لیتل راک را در مسیر پله‌های دبیرستان سنترال اسکورت می‌کنند
شهر لیتل راک، آرکانزاس در یکی از ایالات نسبتاً مترقی جنوب واقع شده بود. اما زمانی که فرماندار ایالت آرکانزاس، اروال فاوبس در ۴ سپتامبر خواستار جلوگیری از ثبت نام ۹ دانش آموز آمریکایی آفریقایی در دبیرستان سنترال لیتل راک شد، یک بحران در این شهر شکل گرفت. ۹ دانش آموز یادشده، برای کسب حق قانونی خود جهت تحصیل در دبیرستان سنترال لیتل راک که یک مدرسه یکپارچه‌سازی شده بود، اقامه دعوی کرده بودند. این ۹ دانش آموز به خاطر نمرات عالی خود برای تحصیل در دبیرستان سنترال برگزیده شده بودند. در نخستین روز سال تحصیلی، فقط یک نفر از این ۹ دانش آموز به مدرسه رفت؛ او تماس تلفنی راجع به خطر رفتن به مدرسه را دریافت نکرده بود. جمعیت معترضان سفیدپوست در خارج از مدرسه این دختر دانش آموز را اذیت کردند، و پلیس مجبور شد برای محافظت از او، وی را سوار یک خودروی گشت کند. پس از آن، آن‌ها مجبور بودند به صورت گروهی و با همراهی و اسکورت جیپ‌های ارتش به مدرسه بروند. فاوبس، یک مبلغ تفکیک نژادی نبود، اما گفته بود که تبعیت آرکانزاس از حکم دیوان عالی در خصوص پرونده براون را مورد تحقیق و تفحص قرار می‌دهد. از همین رو حزب دموکرات آرکانزاس که کنترل و نظارت بر سیاست‌های این ایالت را بر عهده داشت، فشار زیادی به وی آورد تا از تصمیم خود منصرف شود. آنگاه فاوبس به تقابل با یکپارچه‌سازی مدارس و مخالفت با حکم دادگاه فدرال برخاست.
مقاومت فاوبس، رئیس‌جمهور دوایت دی. آیزنهاور را که مصمم به الزام‌آور ساختن احکام دادگاه‌های فدرال بود، متوجه این ماجرا کرد. منتقدان آیزنهاور او را به این متهم می‌کردند که به ویژه نسبت به مسئله جدایی زدایی در مدارس دولتی بی‌تفاوت است. اما آیزنهاور گارد ملی را در آرکانزاس فدرالیزه کرد (تحت کنترل قوانین فدرال درآورد) و به نیروهای این گارد دستور داد به پادگان‌های خود بازگردند. آیزنهاور همچنین شماری از نیروهای لشکر ۱۰۱ چترباز را به لیتل راک اعزام کرد تا از ۹ دانش آموز آمریکایی آفریقایی محافظت کنند. این دانش آموزان تحت شرایط دشوار به تحصیل در دبیرستان سنترال ادامه دادند. در روز نخست آن‌ها مجبور بودند از میان جمعیت سفیدپوستانی که آن‌ها را مسخره می‌کردند و آب دهان به سمتشان رها می‌کردند، عبور کنند. در مابقی روزهای سال نیز با آزار و اذیت دانش آموزان سفیدپوست دبیرستان روبرو بودند. اگرچه نیروهای فدرال آن‌ها را در اوقات آزاد بین کلاس‌ها اسکورت می‌کردند، اما دانش آموزان سفیدپوست زمانی که سربازان را در اطراف نمی‌دیدند، به آن‌ها حمله می‌کردند یا آن‌ها را مورد تمسخر و اهانت قرار می‌دادند. یکی از این ۹ دانش آموز به نام مینایجین براون، در صف ناهار مدرسه یک کاسه خوراک لوبیا را روی سر یک دانش آموز سفیدپوست که او را اذیت کرده بود، خالی کرد و به همین دلیل به‌طور موقت از حضور در مدرسه محروم شد. مدتی بعد، او به علت اهانت شفاهی به یکی از دانش آموزان دختر سفیدپوست، از مدرسه اخراج شد. از این ۹ نفر، فقط ارنست گرین توانست از دبیرستان سنترال لیتل راک فارغ‌التحصیل شود. در پایان سال تحصیلی ۵۸–۱۹۵۷، مسئولان شهر لیتل راک ترجیح دادند به جای ادامه یکپارچه سازی، به‌طور کامل مدارس دولتی خود را تعطیل کنند. باقی مدارس دولتی در ایالات جنوبی نیز از همین رویه پیروی کردند.

### رابرت اف. ویلیامز و مبحث خشونت پرهیزی، ۱۹۶۴–۱۹۵۹
نظام حقوقی جیم کراو از "ترور و ایجاد وحشت به عنوان ابزاری برای کنترل اجتماعی" استفاده می‌کرد که مصداق بارز و سازمان یافته آن، تشکل زیرزمینی کو کلاکس کلن و همکاران آن‌ها در اداره‌های پلیس محلی بود. این خشونت‌ها در انسداد مسیر پیشرفت جنبش حقوق مدنی در اواخر دهه ۱۹۵۰ نقش کلیدی داشتند. بعضی از سازمان‌های سیاهپوستان در جنوب دست به دفاع مسلحانه از خود زدند. نخستین آنها، شعبه انجمن NAACP در شهر مونرو، کارولینای شمالی بود که ریاست آن را رابرت. اف. ویلیامز به عهده داشت. جنبش کلان، پیشتر موفق شده بود با تهدید و ارعاب اعضا، این شعبه انجمن NAACP را از حیات سیاسی ساقط کند. پس از آن، ویلیامز مجدداً شعبه را راه اندازی کرد. او این کار را با جذب اعضای جدیدی که بیشتر به طبقه کارگری تعلق داشتند و ترغیب آن‌ها به دفاع از خود در مقابل حملات نژادپرستانه انجام داد. وقتی اعضای سازمان کلن در یکی از شب‌های اکتبر ۱۹۵۷ منزل یکی از اعضای انجمن NAACP به نام دکتر آلبرت پری را مورد هجوم خود قرار دادند، افراد مسلح ویلیامز با آن‌ها به تبادل آتش پرداختند. افراد کلن، متحیر و مبهوت، به سرعت عقب‌نشینی کردند. روز بعد، شورای شهر در یک جلسه اضطراری، تردد کاروان‌های موتور سیکلت سواران کلن را ممنوع اعلام کرد. یک سال بعد، سرخپوست‌های لامبی در کارولینای شمالی در اقدامی مشابه علیه افراد کلن دست به دفاع مسلحانه از خود زدند (این درگیری‌ها به نبرد هیس پوند مشهور شد) که در نتیجه آن، رهبر سازمان زیرزمینی کو کلاکس کلن، جیمز دابلیو. "کت فیش" کول، به اتهام تحریک به شورش به زندان افتاد.
پس از تبرئه چند مرد سفیدپوست که به چند زن سیاه‌پوست در مونرو تعرض جنسی کرده بودند، ویلیامز به خبرنگاران خبرگزاری یونایتد پرس اینترنشنال اعلام کرد قصد دارد "خشونت در برابر خشونت" را به عنوان سیاست خود برگزیند. روزنامه نیویورک تایمز اظهارات را در صفحه نخست خود تیتر زد و کارولینا تایمز نیز آن را "بزرگترین خبر حقوق مدنی در سال ۱۹۵۹" توصیف کرد. رئیس دفتر ملی انجمن NAACP روی ویلکینز، بلافاصله ویلیامز را از سمتش تعلیق کرد اما بسیاری از دیگر شعبه‌های انجمن NAACP در سراسر کشور از مواضع ویلیامز حمایت کردند. در نهایت، ویلکینز توانست با تطمیع یکی از رؤسای متنفذ دفاتر محلی انجمن به نام دیزی بیتس او را به راه اندازی یک کمپین علیه ویلیامز در کنوانسیون ملی انجمن تشویق کند و در نتیجه، تعلیق ویلیامز ادامه یافت. با این حال، کنوانسیون ملی انجمن قطعنامه‌ای را تصویب کرد که می‌گفت: "ما نه تنها منکر حق شخصی و گروهی برای دفاع از خود علیه تهاجمات غیرقانونی نیستیم، که آن را مورد تأیید قرار می‌دهیم." مارتین لوتر کینگ جونیور از حامیان برکناری ویلیامز بود اما الا بیکر و وب دابیوس هر دو به‌طور رسمی موضع رئیس شعبه مونرو را ستودند.
رابرت اف. ویلیامز – در کنار همسرش میبل ویلیامز- به رهبری جنبش مونرو ادامه داد و توانست تا حدی این ایده را در سطح ملی نیز هدایت کند. ویلیامزها از سال ۱۹۶۰ دست به انتشار خبرنامه‌ای به نام کروسیدر (The Crusader: سرباز جنگ‌های صلیبی) زدند که در سطح ملی منتشر می‌شد. آن‌ها همچنین در سال ۱۹۶۲، کتاب اثرگذار کاکا سیاه‌های اسلحه به دست را منتشر کردند. ویلیامز در این دوره، خواستار یک مبارزه مسلحانه تمام عیار نبود بلکه می‌گفت "نبرد آزادی، نیازمند انعطاف‌پذیری است." ویلیامز در تاکتیک‌های حقوقی و تبلیغاتی – در سال ۱۹۵۸ از آن‌ها با موفقیت در پرونده‌ای که در سطح جهان به "پرونده بوسه" شهرت یافت استفاده کرد- در کنار متدهای خشونت پرهیز – که در تحصن مونرو از آن‌ها بهره گرفت- و نیز استراتژی دفاع مسلحانه از خود به عنوان یک تاکتیک مکمل، خبره شد.
ویلیامز در اوت ۱۹۶۱، حین یکی از سفرهای اتوبوسی که به "اتوبوس سواری آزادی" مشهور شده بود، یک بار دیگر رویارویی مسلحانه با نژادپرستان سفیدپوست را تجربه کرد؛ او دعوت شده بود تا در کمپینی به رهبری الا بیکر و جیمز فورمن از کمیته همکاری‌های دانشجویی خشونت پرهیز (SNCC) شرکت کند. رویارویی مسلحانه با چند سفیدپوست نژادپرست در این سفر در کنار کمپینی که او برای برقراری صلح در کوبا به راه انداخته بود، باعث شد تا اف‌بی‌آی او را به اتهام آدم‌ربایی تحت پیگرد قرار دهد. ویلیامز در سال ۱۹۷۶ از تمام اتهامات تبرئه شد. در عین حال، استراتژی دفاع شخصی مسلحانه در جنبش‌های ایالات جنوبی و از سوی چهره‌هایی چون امزی مور، هارتمن ترنبو و فنی لو هامر به کار گرفته شد. آن‌ها می‌خواستند در برابر تهاجمات شبانه به کمک اسلحه از جان خود محافظت کنند. ویلیامزها که از بیم اف‌بی‌آی به کوبا فرار کرده بودند، در سال ۱۹۶۲ یک برنامه رادیویی به نام رادیو دیکسی آزاد را از طریق شبکه رادیو پروگرسو در سراسر نواحی شرقی ایالات متحده پخش کردند. در این دوران، ویلیامز به تبلیغ جنگ‌های پارتیزانی علیه نهادهای نژادپرست پرداخت. نتیجه این استراتژی، به راه افتادن تعداد زیادی شورش در محلات سیاه‌پوست‌نشین بود.
والتر راکر، تاریخ‌شناس دانشگاه کارولینای شمالی نوشته‌است "ظهور رابرت اف. ویلیامز مشخصا باعث کاهش خشونتهای نژادپرستانه ضد سیاهپوستان در آمریکا شد… بعد از قرنها خشونت علیه سیاهان، آمریکایی‌های آفریقایی‌تبار در سراسر کشور شروع به دفاع تقابل جویانه از خود کردند و هرگاه لازم بود، آشکارا به زور متوسل شدند. این امر، هراسی واقعی از حس کینه‌توزی سیاهان را در دل سفیدپوست‌ها انداخت…" این شرایط فضایی را برای آمریکایی‌های آفریقایی باز کرد که آن‌ها بتوانند با ترس کمتری از اقدامات تلافی جویانه مرگبار، دست به اعتراضات خشونت پرهیز بزنند. یکی از پرشمار فعالان حقوق مدنی که با این دیدگاه موافق بود، رزا پارکز بود. پارکز در مراسم خاکسپاری ویلیامز در سال ۱۹۹۶، او را به خاطر "شجاعت و تعهدش به آزادی" ستود و گفت "ایثار ویلیامز و آنچه او انجام داد، باید در تاریخ ثبت شود و هرگز فراموش نشود."

### تحصن‌ها، ۱۹۶۰–۱۹۵۸
در سال ۱۹۵۸، شورای جوانان انجمن ملی پیشرفت سیاهپوستان بانی تحصن‌هایی در سالن غذاخوری داروخانه داکام در مرکز شهر ویچیتا، کانزاس شد. پس از سه هفته، جنبش موفق شد این داروخانه را وادار به تغییر سیاست خود در تفکیک صندلی‌های مشتریان کند و کوتاه مدتی پس از آن، تمام دیگر شعبات فروشگاه داکام در کانزاس به تفکیک صندلی‌های مشتریان خود پایان دادند. متعاقب این جنبش در همان سال، یک تحصن دانشجویی دیگر به رهبری کلارا لوپر در داروخانه کاتز در شهر اوکلاهاما شکل گرفت که آن هم موفقیت‌آمیز بود. در یکی از فروشگاه‌های وول ورث در گرینزبورو، کارولینای شمالی نیز گروهی از دانشجویان کالج‌های منطقه که اغلب سیاه‌پوست بودند، دست به یک تحصن زدند. در اول فوریه ۱۹۶۰، ۴ دانشجو، به نام‌های ازل ای. بلر. جونیور، دیوید ریچموند، جوزف مک نیل، و فرانکلین مک کین از کالج کشاورزی و فنی کارولینای شمالی، که یک کالج ویژه سیاهپوستان بود، در سالن غذاخوری تفکیک شده فروشگاه وول ورث دست به تحصن زدند تا اعتراض خود را به عدم سرویس دهی به سیاهان در سالن غذاخوری این فروشگاه ابراز کنند. این ۴ دانشجو اجناس کوچکی را از دیگر بخش‌های فروشگاه خریداری کردند، رسیدهای خرید خود را نگاه داشتند و سپس در سالن غذاخوری فروشگاه نشستند و تقاضا کردند که به آن‌ها سرویس ارائه شود. وقتی از ارائه سرویس به آن‌ها امتناع شد، آن‌ها رسیدهای خود را نشان دادند و گفتند چگونه است که پول آن‌ها در دیگر بخش‌های فروشگاه چیز خوشایندی است، ولی برای سالن غذاخوری خوب نیست؟ تحصن کنندگان، لباس مناسب می‌پوشیدند، ساکت می‌نشستند و طوری روی صندلی‌ها می‌نشستند تا جای کافی برای ملحق شدن سفیدپوستانی که احتمالاً از حرکت آن‌ها هواداری می‌کردند، باشد. متعاقب تحصن گرینزبورو، بلافاصله تحصن‌های دیگری در ریچموند، ویرجینیا؛ نشویل، تنسی؛ و آتلانتا، جورجیا شکل گرفت. در میان این تحصن‌ها، تحصنی که بلافاصله تأثیر خود را نشان داد، مربوط به نشویل بود که در آن، صدها دانشجوی کالج به‌طور منظم و سازمان یافته و در هماهنگی با یک کمپین بایکوت، دست به تحصن زدند. همان‌طور که دانشجویان در سراسر جنوب دست به برپایی تحصن در سالن‌های غذاخوری فروشگاه‌های محلی می‌زدند، پلیس و دیگر مقامات گاه معترضان را با توسل وحشیانه به زور تا بیرون از سالن‌های غذاخوری بدرقه می‌کردند.
تکنیک «تحصن» چیز جدیدی نبود. مدت‌ها پیش از آن، در سال ۱۹۳۹، یک حقوقدان آمریکایی آفریقایی به نام ساموئل ویلبرت تاکر در کتابخانه آلکساندریا، ویرجینیا که آن موقع سیاست تفکیک مراجعان را اجرا می‌کرد، دست به تحصن زد. در سال ۱۹۶۰ این تکنیک موفق شد توجه ملی را به سمت جنبش جلب کند. در ۹ مارس ۱۹۶۰، گروهی از دانشجویان مرکز دانشگاهی آتلانتا مطلبی را با عنوان دادخواستی برای حقوق بشر به شکل آگهی تمام صفحه در روزنامه‌های مختلف از جمله آتلانتا کانتیتیوشن، آتلانتا ژورنال، و آتلانتا دیلی ورلد منتشر کردند. این گروه که با عنوان کمیته دادخواست برای حقوق بشر (COAHR) شناخته می‌شد، مبتکر جنبش دانشجویی آتلانتا شد و شروع به رهبری تحصن‌هایی کرد که از ۱۵ مارس ۱۹۶۰ آغاز شد. تا پایان سال ۱۹۶۰، روند تحصن‌ها در تمام ایالات جنوبی و ایالات مرزی و حتی در آن دسته از اماکن عمومی نوادا، ایلینوی و اهایو که احساسات نژادپرستانه علیه سیاهان در آن‌ها شدت داشت، گسترش یافت.
متحصنان، نه تنها روی سالن‌های غذاخوری تمرکز کرده بودند، بلکه دامنه تحصن‌های خود را به پارکها، سواحل، کتابخانه‌ها، سالن‌های سینما، موزه‌ها، و دیگر اماکن عمومی کشانده بودند. در آوریل ۱۹۶۰، فعالانی که چنین تحصن‌هایی را رهبری کرده بودند، از سوی یکی از فعالان سازمان کنفرانس رهبری مسیحیان جنوبی (SCLC) به نام الا بیکر دعوت شدند تا در کنفرانسی در دانشگاه شاو – به لحاظ تاریخی دانشگاهی برای سیاهپوستان- در شهر رالی، کارولینای شمالی شرکت کنند. این کنفرانس منجر به شکل‌گیری کمیته دانشجویی همکاری‌های خشونت پرهیز (SNCC) شد. این کمیته، تاکتیک‌های تقابل‌های خشونت پرهیز را یک گام جلوتر برد و مسافرت‌های آزادی را سازماندهی کرد. از آنجا که قانون اساسی آمریکا تجارت بین ایالتی را مجاز می‌دانست، آن‌ها تصمیم گرفتند که به وسیله اتوبوس‌های بین ایالتی و اتوبوس‌های عمومی، تفکیک نژادی را به چالش بکشند. آن‌ها با شکل‌دادن گروه‌های چند نژادی، سوار این اتوبوس‌ها می‌شدند و از شمال به سمت جنوبی که هنوز شاهد تفکیک نژادی بود، مسافرت می‌کردند.

### مسافرت‌های آزادی، ۱۹۶۱
جان لوئیس و جیمز زورگ در سال ۱۹۶۱، پس از آنکه حین یکی از سفرهای «مسافران آزادی» به دست یک گروه اوباش در مونتگمری، آلاباما مورد ضرب و شتم قرار گرفتند.
مسافرت‌های آزادی عنوان سفرهایی بود که توسط فعالان حقوق مدنی و به وسیله اتوبوس‌های بین ایالتی انجام می‌شد. آن‌ها با این اتوبوس‌ها به ایالات جنوبی سفر می‌کردند تا نحوه اجرای حکم دیوان عالی ایالات متحده در خصوص پرونده بوینتون علیه ویرجینیا (۱۹۶۰) را بیازمایند. دیوان عالی حکم داده بود که تفکیک نژادی مسافران در سفرهای بین ایالتی برخلاف قانون اساسی است. این سفرها توسط کنگره برابری نژادی (CORE) سازماندهی شده بود. نخستین سفر در ۴ می ۱۹۶۱، از مبدأ واشینگتن دی سی آغاز شد و طبق برنامه قرار بود در ۱۷ می‌به نیو اورلئان برسد.
در طول نخستین سفر و سفرهای متعاقب آن، فعالان از اعماق جنوب گذشتند تا الگوی تفکیکی صندلی اتوبوس‌ها را یکپارچه کنند و از پایانه‌های اتوبوسرانی، از جمله دستشویی‌ها و آبخوری‌ها نیز جدایی زدایی کنند. این کار، به واقع خطرناک بود. در آنیستون، آلاباما یکی از اتوبوس‌های آن‌ها با بمب آتشزا مورد حمله قرار گرفت و مسافران آن مجبور شدند برای نجات جان خود بگریزند.
در بیرمنگهام، آلاباما، یکی از منابع مطلع اف‌بی‌آی گزارش داد که کمیسیونر امنیت عمومی این اداره به نام یوجین «بول» کانر به اعضای کو کلاکس کلن ۱۵ دقیقه فرصت داده تا به گروهی از مسافران آزادی، پیش از آنکه پلیس به محافظت از آن‌ها بپردازد، حمله کنند. اتوبوس سوارها، به شدت کتک خوردند «تا جایی که به نظر می‌رسید یک بولداگ آن‌ها را به دندان گرفته‌است.» جیمز پک، یک فعال سفیدپوست، چنان کتک خورده بود که سرش ۵۰ بخیه برداشت.
خشونت اوباش در آنیستون و بیرمنگهام به‌طور موقت مسافرت‌های اتوبوسی را به وقفه انداخت. فعالان کمیته دانشجویی همکاری‌های خشونت پرهیز (SNCC) در نشویل، سفرهای جدیدی را ترتیب دادند تا عزیمت از بیرمنگهام به سمت نیو اورلئان را ادامه دهند. در مونتگمری، آلاباما، در ایستگاه اتوبوس‌گری هاوند، یک گروه دیگر از اوباش به یکی از اتوبوس‌های پر از مسافر حمله کردند. یکی از فعالان به نام جان لوئیس در اثر ضربه‌ای که به سرش وارد شد، بیهوش شد. ضاربان همچنین دوربین عکاس مجله لایف، دان اربراک را روی صورت خودش خرد کردند. ۱۲ مرد، جیمز زورگ، یکی از دانشجویان سفیدپوست دانشگاه فیسک را دوره کردند و با یک چمدان آنقدر به صورتش کوبیدند که دندانش خرد شد. در ۲۴ می ۱۹۶۱، مسافران آزادی سفرهای خود را این بار به مقصد جکسون، میسی سیپی از سر گرفتند. در جکسون، آن‌ها به اتهام «به هم زدن آرامش» به وسیله استفاده از وسایل و اماکنی که فقط مختص سفیدپوستان بود، بازداشت شدند. اما این مسافرت‌های اتوبوسی سازمان دهندگان زیادی داشت، بنابراین روند سفرهای اتوبوسی به سمت جنوب ادامه یافت. هر بار که مسافران به جکسون می‌رسیدند، دستگیر می‌شدند. تا پایان تابستان آن سال، بیش از ۳۰۰ نفر از آن‌ها در میسی سیپی به زندان افتاده بودند.
«... وقتی مسافران اتوبوس سوار، خسته از راه به جکسون می‌رسند و می‌خواهند از دستشویی‌ها غذاخوری‌های مختص سفیدپوستان استفاده کنند، بلافاصله به خاطر برهم زدن آرامش عمومی و سرپیچی از فرمان یک افسر پلیس بازداشت می‌شوند. فرماندار میسی سیپی راس بارنت در دفاع از تفکیک نژادی می‌گوید: یک کاکا سیاه متفاوت است، چون خدا او را متفاوت آفریده تا تنبیهش کند. مسافران آزادی از داخل زندان اعلام کرده‌اند زندان را به آزادی به قید ضمانت ترجیح می‌دهند. آن‌ها حاضر به پرداخت جریمه نیستند چون می‌گویند بازداشت شان برخلاف قانون اساسی و محکومیت شان غیرقانونی است. آن‌ها سعی دارند با ماندن در زندان، موضوع را داغ و زنده نگهدارند. هر یک از زندانیان، تا ۳۹ روز در زندان باقی خواهد ماند. این، حداکثر زمانی است که پلیس می‌تواند آن‌ها را در زندان نگه دارد. حق آن‌ها برای پر کردن کیفرخواست علیه بازداشت، محاکمه، و محکومیت غیرقانونی شان به قوت خود باقیست. بعد از ۳۹ روز آن‌ها می‌توانند تشکیل پرونده دهند و دادخواست خود را ارائه دهند…» مسافران آزادی در زندان با برخوردهای خشونت باری روبرو بودند. آن‌ها را در سلول‌های کثیف نگاه داشته بودند و هر از گاهی مورد ضرب و شتم قرار می‌دادند. در جکسون، بعضی از زندانیان مرد، به کار دشوار در دمای ۱۰۰ درجه فارنهایت واداشته می‌شدند. تعدادی دیگر را به ندامتگاه ایالت میسی سیپی در پارچمن منتقل کرده بودند. در آنجا نیز آن‌ها با شرایط سختی روبرو بودند. گاهی وقت‌ها اوباش زندان آن‌ها را از دیوار آویزان می‌کردند. گاه نیز در روزهای بسیار گرم، پنجره سلول‌های آن‌ها را می‌بستند، تا جایی که نفس کشیدن برایشان دشوار می‌شد.
همدردی و حمایت عمومی از مسافران آزادی باعث شد تا دولت جان اف. کندی به کمیسیون بازرگانی بین ایالتی (ICC) دستور دهد تا مقررات جدیدی را برای جدایی زدایی صادر کند. وقتی مقررات جدید این کمیسیون در ۱ نوامبر ۱۹۶۱ اجرایی شد، مسافران اتوبوس‌ها اجازه یافتند روی هر صندلی که می‌خواهند بنشینند؛ تابلوهای «مختص سفیدپوستان» و «مختص رنگین پوستان» از پایانه‌ها برداشته شد؛ آبخوری‌ها، توالت‌ها، و اتاق‌های انتظار مجزا، یکپارچه شد؛ و سالن‌های غذاخوری فارغ از رنگ پوست مشتریان، ارائه سرویس یکسان به همه مشتریان را آغاز کردند.
جنبش دانشجویی چهره‌های مشهوری از جمله جان لوئیس، یک فعال مصمم و با اراده؛ جیمز لاوسون، از استادان قابل احترام آموزه‌ها و تاکتیک‌های خشونت پرهیز؛ دایان نش، از قهرمانان فصیح و دلیر عدالتخواه؛ باب موزز، پیشگام نهضت ثبت نام رای‌دهندگان سیاه‌پوست برای انتخابات در میسی سیپی؛ و جیمز بول، یک واعظ آتشین و سازمان دهنده و تسهیل‌کننده کاریزماتیک را در خود جا داده بود. از دیگر فعالان برجسته دانشجویی می‌توان به چارلز مک دیو، برنارد لافیت، چارلز جونز، لانی کینگ، جولین باند، هوسی ویلیامز، و استاکلی کارمایکل اشاره کرد.

### سازماندهی ثبت نام رای‌دهندگان
بعد از مسافرت‌های آزادی، رهبران سیاه‌پوست محلی در میسی سیپی از جمله امزی مور، آرون هنری، مدگار اورز، و دیگران از کمیته دانشجویی همکاری‌های خشونت پرهیز (SNCC) خواستند تا در تلاش برای کسب حق ثبت نام رای‌دهندگان سیاه‌پوست برای انتخابات و ایجاد سازمان‌های ویژه سیاهان برای تصاحب سهمی از قدرت سیاسی در ایالت به آن‌ها کمک کند. از آنجا که میسی سیپی قانون اساسی جدید خود را در سال ۱۸۹۰ و با مواد قانونی ای از جمله مالیات بر صندوق‌های رای، ضرورت اقامت رای‌دهندگان در ایالت، و آزمون باسوادی رای‌دهندگان تصویب کرده بود، ثبت نام سیاهان برای رأی دهی پیچیده‌تر می‌نمود. این قوانین، سیاهان را از ثبت نام و رأی دهی، محروم نگاه داشته بود. به علاوه، خشونت‌هایی که پیش از آن در زمان انتخابات بروز می‌یافت، در دور ماندن سیاهان از صندوق‌های رأی بی تأثیر نبود.
تا اواسط قرن بیستم، بازداشتن سیاهان از رأی دهی به یکی از اجزای اساسی فرهنگ برتری جویانه سفیدپوستان تبدیل شده بود. در پاییز سال ۱۹۶۱، مؤسس کمیته دانشجویی همکاری‌های خشونت پرهیز (SNCC)، رابرت موزز، نخستین پروژه ثبت نام رای‌دهندگان را در مک کامب، میسی سیپی و شهرهای اطراف در نواحی جنوب غربی ایالت آغاز کرد. تلاش‌های او و یارانش با واکنش‌های خشونت باری از سوی قانونگذاران ایالتی و محلی، شورای شهروندان سفیدپوست و سازمان زیرزمینی کو کلاکس کلن روبرو شد. فعالان مورد ضرب و شتم قرار می‌گرفتند، صدها نفر از شهروندان محلی دستگیر شدند، و هربرت لی، یکی از فعالانی که برای حق رأی سیاهان مبارزه می‌کرد، به قتل رسید.
مخالفت سفیدپوست‌ها با ثبت نام سیاهان برای رأی دهی در میسی سیپی چنان شدتی داشت که فعالان جنبش آزادی به این نتیجه رسیدند برای هرگونه شانسی برای پیروزی، می‌بایست تمام سازمان‌های حقوق مدنی در ایالت را با یکدیگر متحد سازند. در فوریه ۱۹۶۲، نمایندگان کمیته دانشجویی همکاری‌های خشونت پرهیز (SNCC)، کنگره برابری نژادی (CORE)، و انجمن ملی پیشرفت سیاهپوستان (NAACP)، شورای سازمان‌های هم پیمان (COFO) را تشکیل دادند. در یکی از نشست‌های متعاقب آن در ماه اوت، سازمان کنفرانس رهبری مسیحیان جنوبی (SCLC) نیز به این شورا پیوست.
در بهار سال ۱۹۶۲، کمیته دانشجویی همکاری‌های خشونت پرهیز (SNCC) و شورای سازمان‌های هم پیمان (COFO) با بودجه‌ای که از پروژه سوادآموزی به رای‌دهندگان تأمین شده بود، سازماندهی ثبت نام رای‌دهندگان را در منطقه دلتای رود میسی سیپی، حوالی گرین وود، و نواحی اطراف آن شامل هتیزبورگ، لورل و هالی اسپرینگز آغاز کرد. همانند مک کامب، تلاش‌های آن‌ها با مخالفت‌های شدیدی در قالب بازداشت، ضرب و شتم، تیراندازی، ایجاد حریق عمدی و قتل پاسخ داده شد. ثبت نام کنندگان، با دشوار ساختن سطح آزمون باسوادی و وضع معیارهایی که حتی افراد با تحصیلات بالا نیز توان احراز آن را نداشتند، سعی کردند سیاهان را از حوزه‌های ثبت نام رأی دهی دور نگه دارند. همچنین، کارفرماها سیاهانی را که می‌خواستند برای رأی دهی ثبت نام کنند، اخراج می‌کردند. زمین‌دارها نیز آن‌ها را از خانه‌های استیجاری شان اخراج می‌کردند. به رغم این اقدامات، در طی سال‌های آتی، کمپین ثبت نام سیاهان برای رأی دهی در تمام ایالت گسترش یافت.
کمیته دانشجویی همکاری‌های خشونت پرهیز (SNCC)، کنگره برابری نژادی (CORE)، و سازمان کنفرانس رهبری مسیحیان جنوبی (SCLC)، کمپین‌های مشابه دیگری را برای ثبت نام رای‌دهندگان سیاه‌پوست در لوئیزیانا، آلاباما، جورجیا در جنوب غرب و کارولینای جنوبی آغاز کردند. تا سال ۱۹۶۳، این کمپین‌ها در جنوب، درست همانند تلاش‌هایی که برای جدایی زدایی انجام شده بود، به یکی از اجزای جدایی ناپذیر جنبش آزادی تبدیل شد. بعد از تصویب قانون حقوق مدنی سال ۱۹۶۴، تسهیل روند ثبت نام سیاهان برای رأی دهی و دفاع از آن، به رغم تمام موانع ایالتی، به فعالیت اصلی جنبش بدل شد. این تلاش‌ها، منجر به تصویب قانون حق رأی در سال ۱۹۶۵ شد؛ قانونی که حق رأی را برای تمام شهروندان، مطابق با قانون اساسی محترم می‌شمرد.

## ادغام دانشگاه‌های می‌سی‌سی‌پی، ۱۹۵۶–۱۹۶۵
در ابتدای سال ۱۹۵۶، کلاید کنراد، یک سیاه‌پوست جانباز در جنگ کره، سعی کرد در کالج می‌سی‌سی‌پی جنوبی (دانشگاه می‌سی‌سی‌پی جنوبی فعلی) ثبت نام کند، طبق قوانین ایالتی در هاتیزبرگ، دکتر ویلیام دیوید مک کین، رئیس کالج، از ثبت نام او جلوگیری به عمل آورد؛ و کنراد به رهبران سیاه‌پوست محلی متوسل شد و تصمیم گرفت با کمک کمیسیون حکومت ایالتی می‌سی‌سی‌پی که خود عضو آن بود، قوانین جداسازی را تغییر دهد. یک نهاد ایالتی که سعی داشت ضمن نشان دادن تصویری مثبت از سیاست‌های دولت با جنبش حقوق مدنی مقابله کند، با گردآوری اطلاعاتی از فعالان مدنی، آن‌ها را به لحاظ قانونی، با تهدید شغلی و تحریم‌های اقتصادی (یا گرفتن فرصت‌های شغلی) سرکوب می‌نمود.
کنراد دو بار با اتهامات واهی دستگیر شد و در نهایت به هفت سال زندان در زندان ایالتی محکوم گردید. [۵۶] وی پس از تحمل سه سال زندان با اعمال شاقه، توسط فرماندار می‌سی‌سی‌پی راس بارنت به قید ضمانت آزاد شد. روزنامه‌نگاران ماجرای او را که در زندان به سرطان روده بزرگ مبتلا شده بود، مورد کنکاش قرار داده و منتشر کردند. نقش مک کین در دستگیری و محکومیت کنراد مبهم مانده‌است. در حالی که برای جلوگیری از ثبت نام کنراد تلاش می‌شد، مک کین یک سخنرانی در شیکاگو انجام داد، او که با حمایت کمیسیون دولت ایالتی می‌سی‌سی‌پی سفر کرده بود، توضیح داد که سیاهان به دنبال لغو تبعیض نژادی در مدارس جنوب به عنوان «سوغاتی» از شمال هستند. (کنراد متولد و ساکن ایالت هاتیزبرگ بود) «ما بر آموزش اجتماعی اصرار می‌ورزیم، ما جامعه غیر مختلط خود را حفظ می‌کنیم … با نهایت انصاف، باید اعتراف کنم که ما از دادن حق رای به سیاه پوستان حمایت نمی‌کنیم،» او گفت. «سیاهان نیز ترجیح می‌دهند که کنترل دولت در دست سفید پوستان باقی بماند.» توجه: می‌سی‌سی‌پی قانون اساسی جدیدی را در سال ۱۸۹۰ تصویب کرد که با تغییر شرایط ثبت نام برای انتخابات و حق رأی تأثیر زیادی بر زندگی بسیاری از سیاه پوستان می‌گذاشت. اگرچه آن‌ها پیش از این نیز به خاطر جنگ داخلی از بسیاری حقوق اساسی خود محروم شده بودند اما توانسته بودند از چالش‌های دیوان عالی ایالات متحده در آن زمان جان سالم به در برند. این شرایط ادامه داشت تا اینکه در سال ۱۹۶۵ سرانجام در نتیجه تلاش بسیاری از سیاهان در می‌سی‌سی‌پی و دیگر ایالات جنوبی فدرال آن‌ها موفق شدند قانون حق رأی را که از حقوق شهروندی به‌شمار می‌رود به تصویب برسانند. در سپتامبر ۱۹۶۲، جیمز مردیت موفق شد با طرح دعوی در دادگاه مجوز ورود به دانشگاه را که قبلاً ممنوع شده بود، به دست بیاورد. او برای ورود به دانشگاه می‌سی‌سی‌پی در ۲۰، ۲۵ و دوباره در تاریخ ۲۶ سپتامبر اقدام کرده بود. اما هربار راس بارنت فرماندار می‌سی‌سی‌پی مانع او گردیده بود. از او نقل شده‌است که: «[N] می‌سی‌سی‌پی یکدست (غیر مختلط) خواهد بود تا زمانی که من فرماندار شما هستم.» نتیجه پنجمین دادگاه استیناف ایالات متحده علیه بارنت و فرماندار ستوان پل ب جانسون جونیور بود، آن‌ها برای هر روز که اجازه ندادند مردیت ثبت نام کند، با جریمه بیش از ۱۰٫۰۰۰ دلاری روبرو شدند. دادستان کل رابرت کندی به نیروی مارشال ایالات متحده فرستاده شده بود و در تاریخ ۳۰ سپتامبر ۱۹۶۲، مردیت با محافظ وارد دانشکده گردید. سایر دانشجویان سفیدپوست آن شب شورشی را آغاز کرده و اقدام به پرتاب سنگ و آتش به سمت محافظان مردیت در تالار سخنرانی عمومی نمودند. دو نفر، از جمله یک روزنامه‌نگار فرانسوی کشته و ۲۸ کارمند عضو مارشال و ۱۶۰ نفر دیگر زخمی شدند. پرزیدنت جان اف کندی نیروهای ارتش ایالات متحده را برای سرکوب این شورش به دانشگاه فرستاد. مردیت روز بعد از ورود سربازان کلاس‌هایش را آغاز کرد. کنراد و کنش گران دیگر برای لغو تبعیض نژادی در دانشگاه‌های دولتی به تلاش خود ادامه دادند. در سال ۱۹۶۵ ری لاونی برانچ و گوندولین ایلین آرمسترانگ اولین دانشجویان آمریکایی - آفریقایی تباری بودند که برای تحصیل به دانشگاه می‌سی‌سی‌پی جنوبی وارد شدند. در آن زمان، مک کین تلاش می‌کرد ورود صلح‌آمیز ایشان را تضمین کند. در سال ۲۰۰۶، با حکم قاضی رابرت هلفریچ، کنراد از همه اتهاماتی که به خاطرش در سال ۱۹۵۰ به اعدام محکوم شده بود، تبرئه گردید.

## جنبش آلبانی، ۱۹۶۱–۱۹۶۲
نوشتار اصلی: جنبش آلبانی
SCLC، که توسط برخی از فعالان دانشجویی به خاطر عدم مشارکت کامل در رفع تبعیض نژادی مورد انتقاد قرار گرفته بود، در نوامبر سال ۱۹۶۱ خود را متعهد به لغو تبعیض نژادی در انتخابات آلبانی در جورجیا نمود، کینگ نیز که توسط برخی از کنش گران SNCC به دلیل فاصله گرفتن از خطراتی که سازمان دهندگان محلی با آن روبرو بودند — و نیز استفاده از یک نام مستعار مضحک "De Lawd" —، با انتقاد مواجه شده بود، شخصاً برای کمک به مبارزات انتخاباتی به رهبری SNCC و سازمان دهندگان محلی وارد عمل شد.
این کمپین با زیرکی لوری پریچت، رئیس پلیس محلی و بروز اختلاف در میان سیاهان با شکست روبرو گردید. اهداف ممکن است به اندازه کافی واضح نباشند. با این حربه پریچت موفق شد راهپیمایان را کنترل کند بدون آنکه برخورد خشونت‌آمیزی با تظاهرکنندگانی داشته باشد که عرق شدید ملی داشتند. او همچنین تعدادی از تظاهر کنندگان را دستگیر و به زندان منتقل نمود. پریچت همواره حضور کینگ را خطرساز می‌دانست و او را مجبور می‌ساخت از اجتماعات سیاهان دوری گزیند. کینگ در سال ۱۹۶۲ بدون اینکه هیچ پیروزی چشمگیر به دست آورد کمپین را ترک کرد. با این حال جنبش‌های محلی، به مبارزات خود ادامه دادند و در سال‌های آینده دستاوردهای قابل توجهی به دست آوردند.

## کمپین بیرمنگام، ۱۹۶۳–۱۹۶۴
نوشتار اصلی: کمپین بیرمنگام و بحران بیرمنگام
جنبش آلبانی اهمیت آموزش را به SCLC نشان داده بود، و زمانی که در سال ۱۹۶۳ کمپین بیرمنگام آغاز گردید مدیر اجرایی وایات تی واکر به دقت استراتژی و تاکتیک مبارزات انتخاباتی را برنامه‌ریزی نمود. هدف نهایی بر لغو تبعیض نژادی در میان بازرگانان در مرکز شهر بیرمنگام متمرکز شده بود و نه از بین بردن تبعیض نژادی در کل آلبانی.
مقامات محلی به ویژه یوجین «بول» کانر، کمیسر امنیت عمومی، از تلاش‌های جنبش حمایت کردند. وی مدت‌ها قدرت سیاسی را در دست داشت اما در انتخابات اخیر شهرداری، قدرت را به یک نامزد جدایی طلب (طرفدار جدائی سیاهان و سفید پوستان) واگذار کرده بود. کانر با امتناع از پذیرش شهردار جدید، همچنان در دفتر خود باقی ماند.
کمپین با استفاده از انواع روش‌های مسالمت‌آمیز، از جمله تحصن، تجمع در کلیساهای محلی، و راهپیمایی شروع به ثبت نام از رای‌دهندگان نمود. با این حال به این بهانه که انجام راهپیمائی برخلاف قانون است دستور جلوگیری از آن صادر شده و راهپیمایی متوقف گردید و برخی اعضای کمپین نیز در بازداشت‌های دسته جمعی دستگیر شدند. در تاریخ ۱۲ آوریل ۱۹۶۳ کینگ نیز در میان دستگیرشدگان بود. در حالی که همراه داشتن وسایل نوشتاری در زندان مجاز شمرده نمی‌شد، کینگ نامه معروف خود «نامه‌ای از زندان بیرمنگام»]، را در حاشیه یک روزنامه نوشت. حامیان دولت کندی، برای به دست آوردن آزادی کینگ در دادگاه تجدیدنظر مداخله کردند و او اجازه یافت با همسرش تماس بگیرد، کینگ پس از تولد فرزند چهارم خود به خانه رفت و این نامه در ۱۹ آوریل منتشر شد. با این حال فعالان کمپین همواره در خطر بازداشت بودند. جیمز بِوِل، از مدیران SCLC و مدیر آموزش‌های غیرخشونت‌آمیز، آموزش دانش آموزان دبیرستانی برای شرکت در تظاهرات را به عنوان یک جایگزین جسورانه مطرح ساخت. در نتیجه آنچه که به جنگ صلیبی کودکان معروف است، بیش از یک هزار نفر از دانش آموزان در تاریخ ۲ مه مدرسه را به قصد پیوستن به تظاهرات در خیابان ۱۶ ام کلیسای باپتیست ترک نمودند. بیش از شش صد نفر از راهپیمایان که تلاش داشتند در زمان سخنرانی شهردار بیرمنگام در مورد تبعیض نژادی وارد تالار شهر بشوند دستگیر و روانه زندان شدند. در اولین برخورد پلیس با خویشتنداری عمل کرد. اما روز بعد، یک هزار دانش آموز دیگر در کلیسا جمع شده بودند و وقتی بِوِل راهپیمائی را آغاز کرد، بول کانر سگ‌های پلیس را رها کرد و سپس ماشین‌های آتش‌نشانی به روی دانش آموزان آب پاشیدند. شبکه‌های تلویزیون ملی نیز صحنه‌هایی از حمله سگ‌ها به تظاهرکنندگان و آبپاشی به دانش آموزان را نشان داد.
خشم و انزجار گسترده مردم دولت کندی را به دخالت اجباری در مذاکرات میان بازرگانان سفیدپوست و SCLC وادار کرد. در ۱۰ ماه مه، احزاب اعلام کردند که در زمینه لغو تبعیض نژادی در غذاخوری‌ها و دیگر مراکز رفاه همگانی و تعیین یک کمیته برای اصلاح قوانین تبعیض‌آمیز استخدامی، آزادی معترضان زندانی و برقراری ارتباط منظم میان رهبران جامعه سیاهان و سفید پوستان، به توافق رسیده‌اند. همه اعضای جامعه سیاه پوستان این توافق را نپذیرفتند به ویژه فرد شاتلزورث که بنابر تجربیات خود در برخورد با سفیدپوستان در مورد حسن نیت آن‌ها و ساختار قدرت بیرمنگام مردد بود. بخش‌هایی از جامعه سفیدپوستان نیز واکنش‌های خشونت‌آمیزی نشان دادند. نظیر بمب‌گذاری در هتل گاستون که مقر غیررسمی SCLC در آن قرار داشت و خانه برادر کینگ، کشیش آ دی کینگ. در مقابل هزاران نفر از سیاه پوستان شورشی، ساختمان‌های متعددی را به آتش کشیدند و یک افسر پلیس را با سلاح سرد به قتل رساندند. [۶۷]
کندی به نیروهای فدرال دستور داد گارد ملی آلاباما را به حالت آماده باش درآورند تا در صورت نیاز به کمک بیاید. چهار ماه بعد، در تاریخ ۱۵ سپتامبر در توطئه‌ای، کو کلاکس کلان‌ها، کلیسای باپتیست در خیابان شانزدهم بیرمنگام را منفجر کردند و چهار دختر جوان را کشتند.

## حوادث دیگر در تابستان ۱۹۶۳
در تاریخ ۱۱ ژوئن ۱۹۶۳، جورج والاس، فرماندار آلاباما، تلاش نمود از اختلاط دانشگاه آلاباما جلوگیری به عمل آورد]. پرزیدنت جان اف کندی با ارسال نیروهای نظامی فرماندار والاس را مجبور به عقب‌نشینی نمود و به ویویان مالون جونز و جیمز هود اجازه ثبت نام داد. همان شب، رئیس‌جمهور کندی سخنرانی تاریخی خود را پیرامون حقوق مدنی در رادیو و تلویزیون ملی ایراد کرد. [۶۹] روز بعد، مژر اورز در می‌سی‌سی‌پی به قتل رسید. یک هفته بعد، در روز ۱۹ ژوئن، سال ۱۹۶۳، رئیس‌جمهور کندی وعده داد لایحه حقوق مدنی را به کنگره ارائه نماید.

## راهپیمائی در واشینگتن، ۱۹۶۳
نوشتار اصلی: راهپیمائی در واشینگتن برای شغل و آزادی
ای. فیلیپ راندولف یکی از طراحان راهپیمایی واشینگتن دی سی در سال ۱۹۴۱ بود که برای از بین بردن تبعیض استخدام در صنایع دفاعی برنامه‌ریزی شده بود؛ او هنگامی که دولت روزولت تقاضای ملاقاتش را پذیرفت و پس از صدور فرمان اجرایی ۸۸۰۲ در زمینه عدم تبعیض نژادی و ایجاد سازمانی برای نظارت بر انطباق استخدام با قوانین، راهپیمائی را متوقف نمود. راندولف و بایارد راستین برنامه ریزان اصلی راهپیمایی دوم بودند که در سال ۱۹۶۲ پیشنهاد شد. در سال ۱۹۶۳، دولت کندی در ابتدا با راهپیمایی مخالفت ورزید چون از تأثیر منفی آن بر تصویب قانون حقوق مدنی نگران بود. با این حال راندولف و کینگ با ادامه راهپیمایی موافق بودند. همچنان که تظاهرات به پیش می‌رفت، تصمیمات کندی برای اطمینان از موفقیت آن اهمیت بسیاری داشت. نگرانی در مورد میزان مشارکت مردم باعث شد که رئیس‌جمهور کندی از رهبران کلیسا و اتحادیه UAW بخواهد با بسیج و اعزام داوطلبان بیشتر به تظاهرکنندگان کمک کند. [۷۴]
راهپیمایی در ۲۸ اگوست ۱۹۶۳ برگزار شد. برخلاف برنامه‌ریزی راهپیمایی ۱۹۴۱ توسط راندولف که تنها سازمان‌های سیاهان را شامل می‌شد، راهپیمائی سال ۱۹۶۳ نتیجه تلاش گروهی همه سازمان‌های عمده مدافع حقوق مدنی بود، از جناح‌های مترقی جنبش کارگری گرفته تا سازمان‌های لیبرال. این راهپیمائی شش هدف عمده را دنبال می‌کرد:- ضمانت قانونی برای حقوق مدنی، یک برنامه کاری گسترده فدرالی، اشتغال کامل و عادلانه، مسکن مناسب، حق رای، و برخورداری از حق آموزش برابر. از میان این اهداف، تمرکز اصلی راهپیمایان بر تصویب قانون حقوق مدنی بود که دولت کندی پس از اعتراضات در بیرمنگام پیشنهاد کرده بود. توجه رسانه‌های ملی نیز تا حد زیادی به دیده شدن و تأثیرگذاری این راهپیمائی کمک کرده‌است. ویلیام توماس در بخش "راهپیمائی واشینگتن و اخبار تلویزیون " می‌نویسد]: "بیش از پانصد فیلمبردار، تکنسین و خبرنگار از شبکه‌های مهم خبری این رویداد را پوشش داده‌اند. یک دوربین در بالای بنای یادبود واشینگتن قرار دارد تا مناظر تأثیرگذاری از راهپیمایان را ضبط کند ". ایستگاه‌های تلویزیونی با پخش سخنرانی سازمان دهندگان و ارائه نظریات آنها، به معنای واقعی کلمه راه خود را به ذهن مخاطبان محلی خود گشودند [۷۵] این راهپیمایی یک موفقیت بود، البته نه بدون جنجال. حدود ۲۰۰۰۰۰ تا ۳۰۰۰۰۰ تظاهرکننده در مقابل بنای یادبود لینکلن، جمع شده بودند. جایی که که کینگ سخنرانی معروف خود، "من رویایی دارم!" را ایراد نمود. در حالی که بسیاری از سخنرانان دولت کندی را به خاطر تلاش‌هایش در تصویب قانون حقوق مدنی و حمایت از حق رأی سیاهان و غیرقانونی کردن جداسازی تحسین می‌کردند، جان لوییس از اعضای SNCC اعتقاد داشت دولت تلاشی جهت محافظت از سیاهان جنوب و حقوق مدنی کارگران تحت ستم جنوبی انجام نمی‌دهد. پس از راهپیمایی، کینگ و دیگر رهبران حقوق مدنی با پرزیدنت کندی در کاخ سفید ملاقات کردند. در حالی که به نظر می‌رسید دولت کندی صادقانه به تصویب لایحه متعهد است، اما کار را یکسره نمی‌کند تا کنگره را وادار به پذیرش آن سازد. با این حال هنگامی که پرزیدنت کندی در تاریخ ۲۲ نوامبر ۱۹۶۳ ترور شد، [۷۲] رئیس‌جمهور جدید لیندون جانسون تصمیم گرفت تا با استفاده از نفوذ خود در کنگره بسیاری از قوانین کندی را در دستور کار قرار دهد.

## پیوستن مالکوم ایکس به جنبش ۱۹۶۴–۱۹۶۵
مقالات اصلی: مالکوم ایکس، ناسیونالیسم سیاه و «رای یا گلوله»
در راهپیمائی ۱۹۶۴، مالکوم ایکس (ملک ال شباز)، نماینده ملی ملت مسلمان، رسماً از این سازمان جدا شد و آمادگی خود را برای همکاری با هر سازمان مدافع حقوق مدنی که حق دفاع از خود و فلسفه ملی گرائی سیاهان را می‌پذیرفت، اعلام داشت. (به گفته ملکوم: دیگر هیچ نیازی به جداسازی سیاهان نیست).
گلوریا ریچاردسون – مدیر کمبریج، شعبه مریلند از SNCC، رهبر شورش کمبریج، و مهمان افتخاری در راهپیمائی واشینگتن – با آغوش باز از پیشنهاد مالکوم استقبال کرد. خانم ریچاردسون، "برجسته‌ترین رهبر زن کشور [حقوق مدنی]، در میان آمریکائیان آفریقایی‌تبار بالتیمور، بیان داشت:" پیشنهاد "مالکوم بسیار عملی است … دولت فدرال تنها زمانی دخالت می‌کند که راهپیمائی به شورش بینجامد. دفاع از خود ممکن است دولت واشینگتن را به مداخله سریع تر وادار کند. "[۷۶]
پیش از این، در ماه مه سال ۱۹۶۳، جیمز بالدوین علناً اعلام کرده بود که "جنبش سیاهان مسلمانان، تنها در کشور ما مردمی خوانده می‌شود، متنفرم از اینکه این را بگویم … مالکوم به خوبی از وضعیت سیاهان سخن می‌گوید، از درد و رنج ایشان… او واقعیت‌ها را بیان می‌کند …"دست کم از سال ۱۹۶۲، مالکوم و NOI با شعبه هارلم از کنگره برابری نژادی (CORE) در سطح محلی متحد شده بودند. در ۲۶ مارس ۱۹۶۴، قانون حقوق مدنی با مخالفت سرسخت کنگره مواجه شد، مالکوم یک همایش عمومی با حضور مارتین لوتر کینگ جونیور در ساختمان کاپیتول ترتیب داد. از اوایل ۱۹۵۷ مالکوم تلاش کرده بود مذاکراتی را با کینگ آغاز کند اما کینگ تقاضای او را رد کرده بود. مالکوم در پاسخ به کینگ که او را "عمو تام" نامیده بود گفت: او به سیاهان پشت کرده و در پی دلجویی از سفید پوستان و کسب قدرت است. با این حال، ملاقات این دو نفر در همایش در شرایط خوبی صورت گرفت. شواهدی وجود دارد که نشان می‌دهد کینگ آمادگی داشت تا از طرح مالکوم که به‌طور رسمی دولت ایالات متحده را پیش از سازمان ملل متحد به نقض حقوق بشر علیه آمریکاییان آفریقائی‌تبار متهم می‌ساخت، حمایت کند. [۸۰] مالکوم سیاهان ملی‌گرا را تشویق می‌کرد که با ثبت نام در گروه‌های رای‌گیری و دیگر اشکال سازماندهی جامعه به بازتعریف و گسترش جنبش بپردازند. [۸۱]
در سال‌های ۱۹۶۳ تا ۱۹۶۴، باوجود حوادثی مانند مقابله با فعالیت‌های انتخاباتی در آلبانی، سرکوب توسط پلیس و فعالیت‌های تروریستی کوکلوس کلان‌ها در بیرمنگام، و ترور مژر اورز، فعالان حقوق مدنی تلاش‌های زیادی انجام دادند. چارلز اورز، برادر مژر اورز، مدیر گروه NAACP در می‌سی‌سی‌پی، در کنفرانس عمومی NAACP در تاریخ ۱۵ فوریه ۱۹۶۴ گفت: " عدم خشونت در می سی سی پی کارساز نیست … ما ذهنیت خود را تغییر داده‌ایم … اگر یک سفید پوست به یک سیاه پوست در می سی سی پی شلیک کند، ما نیز به او شلیک خواهیم کرد. " سرکوب تحصن در جکسون ویل، فلوریدا باعث شورش شد و در تاریخ ۲۴ مارس ۱۹۶۴جوانان سیاه‌پوست به سمت پلیس کوکتل مولوتف پرتاب کردند. مالکوم ایکس با ایراد سخنرانی‌های گسترده‌ای در این دوره هشدار داد که اگر حقوق آمریکایی‌های آفریقائی‌تبار به‌طور کامل به رسمیت شناخته نشود چنین برخوردهای خشونت‌آمیزی بیشتر خواهد شد. او در سخنرانی مهم خود در آوریل ۱۹۶۴ " رای یا گلوله "، با آمریکای سفید اتمام حجت کرد و گفت: " استراتژی جدید ما این خواهد بود، کوکتل مولوتف در این ماه، نارنجک دستی در ماه آینده، و چیز دیگری در ماه بعد. انتخاب کنید برگه‌های رای، یا گلوله ". "مالکوم ایکس تأثیرات عمیقی بر جنبش حقوق مدنی به جا گذاشته بود و جنوبی‌ها اعتماد به نفس زیادی به دست آورده بودند. عقاید مالکوم به لایه‌های سنتی هم نفوذ کرده بود. خوداتکایی به روشنایی عظیمی تبدیل شده بود و کنوانسیون ملی حزب دموکرات در ۱۹۶۴ حزب دموکرات آزادی می سی سی پی (MFDP) را حذف کرده و قانون انتخاب نمایندگان را جایگزین قانون جیم کرو ساخته بود. SNCC به سمت مبارزه مسلحانه تغییر رویه داد و با مالکوم ایکس برای جمع‌آوری اعانه در هارلم در دسامبر ۱۹۶۴ همکاری کرد. هنگامی که فنی لو هامر در مورد خشونت‌های جیم کرو صحبت می‌کرد گفت که او در می سی سی پی رنج کشیده و جیم کرو شخصاً در مقابل رفتار خشونت‌آمیز پلیس شمال نسبت به سیاهان مسئول است. هنگامی که مالکوم اظهار داشت که آمریکایی‌های آفریقایی‌تبار باید همانند مائومائو، ارتش کنیا در تلاش برای به دست آوردن آزادی خود بجنگند، بسیاری از اعضای SNCC برایش کف زدند. [۸۸] در زمان کمپین سلما برای حق رای در سال ۱۹۶۵، مالکوم افشا کرد که گزارش‌های زیادی در مورد تهدید به قتل در سلما دریافت داشته‌است، و در اواخر ماه ژانویه با ارسال تلگرام سرگشاده‌ای به جورج لینکلن راکول، رئیس حزب نازی آمریکا بیان داشت: ": اگر تحریکات نژادپرستانه شما علیه مردم ما در آلاباما باعث آسیب فیزیکی به کینگ یا هر آمریکایی سیاه‌پوست دیگری بشود شما و دوستان شما به شدیدترین شکل ممکن با اقدامات تلافی جویانه فیزیکی آن دسته از ما که به فلسفه خلع سلاح و روش‌های بدون خشونت معتقد نیستند، روبرو خواهید گردید. [۸۹] ماه بعد، مدیر بخش سلمای SNCC از مالکوم دعوت کرد تا در جلسه مهمی که در سلما برگزار می‌شد سخنرانی کند. در حضور مالکوم، پرزیدنت جانسون اولین بیانیه عمومی خود در حمایت از مبارزات انتخاباتی سلما را اعلام داشت. پل رایان هی گود، مدیر شرکتی از NAACP صندوق دفاع حقوقی، نقش مالکوم را در وادار کردن دولت فدرال به پاسخ گویی ستود. هی گود اشاره کرد که "در مدت کوتاهی پس از ملاقات مالکوم و سلما، یک قاضی فدرال از وزارت دادگستری، به دادخواستی که توسط آن‌ها ارسال شده پاسخ داده‌است؛ و لازم است برای رسیدگی به درخواست سیاهان در دالاس کانتی دست کم ۱۰۰ دفتر گشایش یابد.

## سنت آگوستین، فلوریدا، ۱۹۶۳–۱۹۶۴
نوشتار اصلی: جنبش سنت آگوستین
سنت آگوستین، معروف به "قدیمی‌ترین شهر ملت،" در سال ۱۵۶۵، توسط اسپانیایی‌ها، در سواحل شمال شرقی فلوریدا تأسیس شد و میزبان نمایش عظیم قانون حقوق مدنی در سال ۱۹۶۴ گردید. از سال ۱۹۶۳، یک جنبش محلی، به رهبری دکتر روبرت. بی. هی لینگ، که یک دندانپزشک سیاه‌پوست و سرباز سابق نیروی هوایی بود، با اعتصاب نهادهای محلی آغاز گردیده بود، در پائیز همان سال دکتر هی لینگ و سه همکارش، جیمز جکسون، کلاید جنکینز، و جیمز هاوزر، در یک تجمع توسط کوکلوس کلان‌ها به طرز وحشیانه‌ای مورد ضرب و شتم قرار گرفتند. سواران تاریکی به خانه‌های سیاهان حمله می‌کردند و تعدادی نوجوان به نام‌های آدری نل ادواردز، جوآن اندرسون، ساموئل وایت، و ویلی کارل سینگلتون (که به عنوان "چهار سنت آگوستین " شناخته می‌شوند) تنها به جرم ورود و نشستن در یک غذاخوری محلی، شش ماه را در زندان و کانون اصلاح و تربیت به سر برده بودند، آزادی آن‌ها پس از یک اعتراض ملی توسط پیتزبورگ کوریر، جکی رابینسون و دیگران صورت گرفت و در آن زمان این کار فرماندار و اعضا کابینه فلوریدا، اقدام مهمی به‌شمار می‌رفت.
جنبش سنت آگوستین برای مقابله با سرکوب، علاوه بر اقدامات مسالمت‌آمیز در دفاع از خود به اقدامات مسلحانه نیز رو آورد. در ژوئن ۱۹۶۳، هی لینگ علناً اظهار داشت که "من و دیگران مسلح هستیم. ما ابتدا شلیک می‌کنیم و سپس به سؤالات پاسخ می‌دهیم. ما قصد نداریم همانند مژر اورز بمیریم." این اظهارنظر به شعار ملی تبدیل شد. هنگامی که سواران تاریکی کلان، در محله‌های سیاه‌پوست‌نشین سنت آگوستین دست به ترور می‌زدند، اعضای NAACPطرفدار هی لینگ نیز آن‌ها را با تیراندازی از پا درمی‌آوردند، و در ماه اکتبر یک نفر از مردان کلان کشته شد. در سال ۱۹۶۴، هی لینگ و فعالان دیگر از رهبر کنفرانس مسیحی جنوب درخواست کردند که به سنت آگوستین بیاید. زمانی که دادگاه تجدید نظر دانش آموزان کالج شمالی برگزار می‌شد هی لینگ به آن شهر باستانی رفته بود، نه برای رفتن به ساحل، بلکه برای شرکت در تظاهرات. چهار بانوی برجسته ماساچوست خانم مری پارکمن پی بادی، خانم استر بورگس، خانم هستر کمپبل (که همگی شوهرانشان اسقف اعظم بودند)، و خانم فلورانس رو (که شوهرش معاون رئیس شرکت بیمه جان هنکاک بود) وی را مورد حمایت قرار دادند. دستگیری خانم پی بادی، مادر ۷۲ ساله فرماندار ماساچوست، به خاطر تلاش برای غذا خوردن در لژ پان دو لون موتور که غیر مختلط بود به تیتر اول خبر در سراسر کشور تبدیل شد، و توجه جهانیان را به جنبش سنت آگوستین معطوف ساخت.
اطلاع‌رسانی در مورد این فعالیت‌ها به‌طور گسترده در ماه‌های بعد ادامه یافت و عنوان طولانی‌ترین فیلیباستر را در طول تاریخ علیه لایحه حقوق مدنی در کنگره به خود اختصاص داد. در تاریخ ۱۱ ژوئن سال ۱۹۶۴ مارتین لوتر کینگ جونیور در هتل مانسون در سنت آگوستین، دستگیر گردید. تنها جایی در فلوریدا که دستگیر شد. او "نامه‌ای از زندان سنت آگوستین" به حامی شمالی خود، خاخام اسرائیل درسنر در نیوجرسی نوشت و از وی خواست که دیگران را به مشارکت در جنبش دعوت کند؛ و یک هفته بعد، بزرگ‌ترین بازداشت دسته جمعی خاخام‌ها در آمریکا، در حالی که برای انجام مراسم دعا در در مانسون جمع شده بودند، اتفاق افتاد.
عکس معروفی در سنت آگوستین گرفته شده که مدیر هتل مانسون را در حال ریختن اسید در استخر نشان می‌دهد در حالی که سیاه پوستان و سفید پوستان مشغول شنا کردن در آن هستند. این عکس وحشتناک درصفحه اول روزنامه واشینگتن در همان روزی که مجلس سنا قصد داشت به لایحه حقوق مدنی رأی دهد، چاپ شد. در سال ۱۹۶۴.

## تابستان آزادی می‌سی‌سی‌پی، ۱۹۶۴
نوشتار اصلی: تابستان آزادی در تابستان سال ۱۹۶۴، COFO نزدیک به ۱۰۰۰ کنشگر را برای پیوستن به کنش گران محلی سیاه‌پوست که به دنبال حق رای، تحصیل در مدارس آزاد و سازمان دهی حزب دموکرات آزادی می‌سی‌سی‌پی بودند، به می‌سی‌سی‌پی آورد، در حالی که بسیاری از آن‌ها دانش آموزان سفیدپوست بودند (MFDP) [۹۴].
بسیاری از شهروندان سفیدپوست می‌سی‌سی‌پی عمیقاً از خارجی‌ها متنفر بوده و برای حفظ تفکیک در جامعه خود تلاش می‌کردند. دولت و دولت‌های محلی، پلیس، شورای شهروندان سفیدپوست و کوکلوس کلان با توسل به بازداشت، ضرب و شتم، آتش‌سوزی، قتل، جاسوسی، اخراج و سایر اشکال ارعاب و آزار و اذیت به مخالفت با این پروژه و جلوگیری از دستیابی سیاهان به حق رأی و برابری اجتماعی می‌پرداختند. در تاریخ ۲۱ ژوئن ۱۹۶۴، سه نفر از کنش گران حقوق مدنی ناپدید شدند. جیمز چینی، یک جوان سیاه‌پوست اهل می‌سی‌سی‌پی و دو کنش گر یهودی، اندرو گودمن، دانشجوی انسان‌شناسی کالج کوئینز و مایکل شورنر، سازمان دهنده CORE از فرودستان شرق منهتن، اجساد آن‌ها چند هفته بعد به دست آمد، قاتلین توطئه گرانی از اعضای محلی کلان و نیز اعضای کلانتری نشوبا کانتی بودند. نفرت و انزجار افکار عمومی از این ماجرا سبب گردید وزارت دادگستری ایالات متحده و اف‌بی‌آی وارد عمل بشوند. (تا پیش از آن هر دو از برخورد با مسئله تبعیض نژادی و آزار و اذیت سیاه پوستان خودداری می‌کردند) خشم شدید ناشی از این قتل‌ها به رهبران برای تصویب قانون حقوق مدنی کمک کرد. (برای کسب اطلاعات بیشتر به کشتار فعالان حقوق مدنی می‌سی‌سی‌پی رجوع نمائید). از ژوئن تا اوت، در تابستان آزادی، کنش گران در ۳۸ پروژه محلی در سراسر کشور مشغول به فعالیت بودند، که بیشترین تعداد و تمرکز آن‌ها در منطقه دلتای می‌سی‌سی‌پی بود. دست کم ۳۰ مدرسه آزادی با نزدیک به ۳۵۰۰ دانش آموز و ۲۸ مرکز اجتماعی تأسیس شد. در مدت اجرای پروژه تابستان آزادی، حدود ۱۷۰۰۰ نفر از سیاهان می‌سی‌سی‌پی تلاش کردند نام خود را به عنوان رای‌دهنده ثبت کنند و از مقررات محدودکننده‌ای که نژاد سفید را برتر می‌دانست سرپیچی نمایند، از آن میان تنها ۱۶۰۰ نفر (کمتر از ۱۰٪) موفق به این کار گردیدند. اما بیش از ۸۰۰۰۰ نفر به حزب دموکرات آزادی می‌سی‌سی‌پی (MFDP) پیوستند و آن را به عنوان یک سازمان سیاسی جایگزین تأسیس کردند، و بدین وسیله تمایل خود را برای رأی دادن و شرکت در سیاست اعلام داشتند.
اگرچه در تابستان آزادی بسیاری از رای‌دهندگان موفق به ثبت نام نشدند، اما این دوره تأثیر قابل توجهی در جنبش حقوق مدنی برجای گذاشت؛ و به چندین دهه انزوا و افسردگی مردم که تحت تأثیر سیاست‌های جیم کرو اتفاق افتاده بود، پایان داد. تا پیش از تابستان آزادی، رسانه‌های خبری ملی توجه کمی به آزار و اذیت رای‌دهندگان سیاه‌پوست در جنوب و خطراتی که فعالان حقوق مدنی سیاه‌پوست با آن مواجه بودند، نشان داده بودند. با گسترش این حوادث در سراسر جنوب توجه رسانه‌ها به می‌سی‌سی‌پی افزایش یافت. مرگ دانش آموزان سفیدپوست مرفه شمالی و تهدید سایر شمالی‌ها توجه کامل رسانه‌ها و دولت را به خود جلب کرد. بسیاری از کنش گران سیاه‌پوست از این توجه متفاوت رنجیدند، در باور رسانه‌ها زندگی سفید پوستان و سیاه پوستان ارزش یکسانی نداشت. شاید مهم‌ترین اثر تابستان آزادی بر داوطلبان بود، چرا که تقریباً همگی - سیاه و سفید - هنوز هم آن را یکی از مهم‌ترین دوره‌های زندگی خود می‌دانند.

## قانون حقوق مدنی در سال ۱۹۶۴
اگرچه رئیس‌جمهور کندی قانون حقوق مدنی را پیشنهاد کرده بود و از سوی اعضای شمالی کنگره و سناتورهای هر دو حزب حمایت می‌شد، اما سناتورهای جنوبی تصویب این لایحه را مسکوت نگه داشته بودند. پس از مانورهای پارلمانی قابل توجه و ۵۴ روز فیلیباستر در مجلس سنای ایالات متحده، پرزیدنت جانسون موفق شد آن لایحه را به کنگره ببرد. در تاریخ ۲ ژوئیه ۱۹۶۴، جانسون قانون حقوق مدنی را امضا کرد، که هرگونه تبعیض بر اساس نژاد، رنگ، مذهب، جنس یا ملیت "را درتخصیص فرصت‌های شغلی و امکانات رفاهی عمومی ممنوع می‌کرد. با این لایحه دادستان کل مجاز بود پرونده‌ها را مطابق قانون جدید بررسی نماید. این قانون همچنین قوانین ایالتی و محلی سابق را که این تبعیضات را قانونی کرده بودند باطل می‌نمود.

## حزب دموکرات آزادی می‌سی‌سی‌پی، ۱۹۶۴
نوشتار اصلی: حزب دموکرات آزادی می‌سی‌سی‌پی طبق قانون اساسی سیاه پوستان در می‌سی‌سی‌پی از اواخر قرن ۱۹ام به‌طور قانونی از حقوق خود محروم شده بودند. در سال ۱۹۶۳ COFO برای نشان دادن تمایل سیاهان اهل می‌سی‌سی‌پی به رای دادن، یک رای‌گیری نمایشی برگزار کرد که بیش از ۸۰۰۰۰ نفر ثبت نام کرده و در انتخابات ساختگی رای دادند، با این کار شکاف عمیقی در تخته سنگ یکپارچه به وجود آمد و "حزب آزادی" با دولت طرفدار حزب دموکرات به مخالفت برخاست. در سال ۱۹۶۴، حزب دموکرات آزادی می‌سی‌سی‌پی (MFDP) برای به چالش کشیدن همه احزاب رسمی سفیدپوستان تأسیس گردید. وقتی مسئولان رای‌گیری از به رسمیت شناختن نامزد آن‌ها خودداری کردند، آن‌ها اولین قدم را برداشتند و فنی لو هامر، آنی دوین و ویکتوریاگری را به عنوان نمایندگان کنوانسیون ملی حزب دموکرات در ۱۹۶۴ به کنگره معرفی نمودند. حضور حزب دموکرات آزادی می‌سی‌سی‌پی در آتلانتیک سیتی نیوجرسی ناخوشایند بود، با این حال، برگزارکنندگان این کنوانسیون تصمیم داشتند پیروزی خود را در کسب حقوق مدنی در دولت جانسون و مبارزه موفق خود در رفع تبعیض نژادی در حزب دموکرات را، جشن بگیرند. هیئت‌های تمام سفیدپوست از سایر ایالات جنوبی تهدید کرده بودند در صورتی که نمایندگان رسمی می‌سی‌سی‌پی جایگزین نشوند، کناره‌گیری می‌کنند. جانسون در مورد حمله بری گلدواتر جمهوری‌خواه به آنچه قبلاً دژ سفید دموکراتیک "نفوذ ناپذیر جنوبی" می‌خواند، و همچنین از حمایتی که جورج والاس در شمال در انتخابات مقدماتی حزب دموکرات دریافت کرده بود، نگران بود. با این حال جانسون نمی‌توانست از معرفی نمایندگان MFDP به کمیته اعتبارنامه جلوگیری کند. فنی لو هامر با صراحت در مورد خشونتی که او و دیگران تحمل کرده‌اند و کسانی که آن‌ها را به خاطر تلاش برای ثبت نام در رای‌گیری تهدید کرده‌اند، شهادت داد. هامر رو به دوربین‌های تلویزیونی، پرسید، "آیا این آمریکاست؟" جانسون به MFDP پیشنهاد می‌کند که در ازای دو نماینده بدون حق رأی "سازش" را بپذیرد، در حالی که نمایندگان سفیدپوست معرفی شده توسط حزب دموکرات نیز کرسی‌های خود را حفظ کرده‌اند. MFDP با عصبانیت این "سازش" را رد کرد. با وجود به رسمیت شناخته نشدن، نمایندگان MFDP در کنوانسیون باقی ماندند. هنگامی که همه جلسه را ترک کردند، سه نفر از نمایندگان می‌سی‌سی‌پی، که از تعهد وفاداری به حزب شانه خالی کرده بودند، باقی‌مانده و صندلی‌هایی را که نمایندگان MFDP روی آن‌ها نشسته بودند از سالن خارج کردند. روز بعد، هنگامی که نمایندگان سیاه‌پوست متوجه این اتفاق شدند همان‌جا ایستادند و "ترانه آزادی" را خواندند. در سال ۱۹۶۴ کنوانسیون حزب دموکرات با اینکه از مشکلات داخل MFDP و جنبش حقوق مدنی، سرخورده شده بود اما MFDP را حذف نکرد. MFDP پس از آتلانتیک سیتی ریشه دارتر شد. آن‌ها مالکوم ایکس را دعوت کردند، تا به عنوان سخنگوی سازمان ملت مسلمان، در یکی از همایش‌هایشان سخنرانی کند و با جنگ در ویتنام مخالفت ورزیدند.

## کینگ برنده جایزه صلح نوبل
در ۱۰ دسامبر ۱۹۶۴ جایزه صلح نوبل به مارتین لوتر کینگ جونیور اهدا گردید، او تنها۳۰ سال داشت و جوانترین کسی بود که این جایزه را دریافت می‌کرد. [۱۰۱]
تحریم نیواورلئان به وسیلهٔ بازیکنان لیگ فوتبال آمریکایی، ژانویه ۱۹۶۵[ویرایش] در پایان فصل لیگ حرفه‌ای فوتبال آمریکایی در ۱۹۶۴، تمام ستارگان AFL برای مسابقات ورزشی در استادیوم تولان شهر نیواورلئان حضور یافته بودند. در همان زمان تعداد زیادی از سیاهپوستان از شغل‌های خود به عنوان خدمه هتل‌ها و رانندگی برای سفیدپوستان در شهر نیواورلئان محروم شده بودند، بازیکنان سیاه و سفیدپوست برای تحریم شهر نیواورلئان به رهبری بازیکنان تیم بوفالو بیلز و شخص کوکی گیلچریست لابی کردند. بازیکنان با حضور در یک جبهه متحد توانستند مسابقات را به استادیوم جپسند در هوستون منتقل نمایند. دستورالعمل‌های تبعیض‌آمیز که باعث نقض حقوق مدنی می‌گردید، با تصویب قانون حقوق مدنی در سال ۱۹۶۴غیرقانونی شدند، قانون جدید که در ژوئیه ۱۹۶۴ امضا شده بود بازیکنان AFL را برای رسیدن به اهدافشان دلگرم کرد. این اولین تحریم به وسیلهٔ ورزشکاران حرفه‌ای در کل شهر بود.

## سلما و قانون حق رای، ۱۹۶۵
نوشتار اصلی: راهپیمایی سلما تا مونتگومری و قانون حق رای SNCC طرح بلندپروازانه‌ای برای ثبت نام از رای‌دهندگان در سلمای آلاباما، در سال ۱۹۶۳ داشت، اما به دلیل مخالفت جیم کلارک کلانتر سلما، تا سال ۱۹۶۵ پیشرفت اندکی در آن صورت گرفته بود. پس از دعوت SCLC از ساکنان محلی برای همکاری، کینگ به سلما آمد و چندین راه‌پیمایی برگزار شد و او به همراه ۲۵۰ تظاهرات‌کننده دیگر دستگیر گردید. راهپیمائی‌ها ادامه یافت و با برخوردهای خشونت‌آمیزی از سوی پلیس مواجه شد. جیمی لی جکسون، یکی از ساکنان حومه ماریون، در آخرین راهپیمایی در ۱۷ فوریه، ۱۹۶۵ توسط پلیس کشته شد. مرگ جکسون باعث شد جیمز بِوِل، مدیر جنبش سلما، یک راهپیمایی را از سلما به سمت مونتگمری، مرکز این ایالت سازمان دهی کند. در ۷ مارس ۱۹۶۵ و در ادامه طرح بِوِل، هوشع ویلیامز از SCLC و جان لوییس SNCC راهپیمایی دیگری با حضور۶۰۰ نفر به طول ۵۴ مایل (۸۷ کیلومتر) از سلما به سمت مونتگمری مرکز ایالت به راه انداختند. راهپیمایان تنها شش بلوک پیش رفته بودند که در محل پل ادموند پتاس توسط پلیس سواره نظام ایالتی و مأموران اجرای قانون محلی با گاز اشک آور، باتوم‌های پلاستیکی پیچیده شده در سیم خاردار و شلاق مورد هجوم قرار گرفتند. آن‌ها راهپیمایان را مجبور به بازگشت به سلما نمودند. جان لوئیس از هوش رفت و برای مداوا به گوشه امنی منتقل گردید، حداقل ۱۶ نفر دیگر نیز از راهپیمایان در بیمارستان بستری شدند. امیلیا بوینتون رابینسون در میان کسانی بود که مورد ضرب و شتم قرار گرفته بودند، وی در آن زمان در مرکز فعالیت‌های حقوق مدنی بود.
پخش تصاویر حمله مردان قانون به راهپیمایان بی دفاع که به دنبال حق قانونی خود برای رأی دادن بودند در سراسر کشور واکنش مردم را برانگیخت، و صحنه‌های ۲ سال قبل بیرمنگام را یادآوری نمود. راهپیمایان موفق شدند مجوز راهپیمائی دیگری را برای دو هفته بعد از دادگاه بگیرند.
در راهپیمایی دوم در تاریخ ۹ مارس زمانی‌که به محل حادثه یکشنبه خونین رسیدند، سفید پوستان محلی به کشیش جیمز ریب یکی از حامیان حق رأی حمله کردند و او به دلیل شدت جراحات وارده در ۱۱ مارس در بیمارستانی در بیرمنگام درگذشت. در ۲۵ مارس، چهار عضو کلان، وایولا لیزو بانوی خانه‌داری از دیترویت را به عنوان کسی که راهپیمایان را با موفقیت به مونتگومری برگرداند به ضرب گلوله کشتند. هشت روز پس از اولین راهپیمایی، رئیس‌جمهور جانسون در یک برنامه تلویزیونی برای حمایت از لایحه حق رأی که او به کنگره فرستاده بود حضور یافت و اظهار داشت: اگرچه ما این لایحه را به مجلس فرستادیم اما مبارزه هنوز تمام نشده‌است، آنچه در سلما اتفاق افتاد، بخشی از یک جنبش بسیار بزرگتر است که در هر بخش از دولت آمریکا گسترش می‌یابد. این تلاش سیاهان آمریکا برای برخورداری از نعمت زندگی آمریکایی است.
هدف آن‌ها باید هدف ما نیز باشد، زیرا تنها سیاهان نیستند بلکه همه ما هستیم که باید بر تعصب و بی عدالتی فلج‌کننده غلبه کنیم و این کار را می‌کنیم.
جانسون قانون حق رأی را در تاریخ ۶ اوت ۱۹۶۵ به امضا رساند. در سال ۱۹۶۵ مالیات اخذ رای، آزمون خواندن و نوشتن، و سایر آزمون‌های فردی رای‌دهندگان به حالت تعلیق درآمد؛ و نظارت دولت فدرال بر ثبت نام رای‌دهندگان در ایالاتی که این آزمون انجام می‌گرفت مجاز شناخته شد. آمریکایی‌های آفریقایی‌تبار که از ثبت نام برای رأی دادن منع شده بودند در نهایت توانستند به عنوان یک جایگزین دادخواست خود را در دادگاه‌های محلی یا ایالتی مطرح سازند، هرچند که در موارد نادری به موفقیت می‌رسیدند اما اگر تبعیضی در ثبت نام از رای‌دهندگان رخ می‌داد، مطابق قانون سال ۱۹۶۵ دادستان کل ایالات متحده، بازرسان فدرال را به محل ثبت نام می‌فرستاد. بنا به گزارش‌ها گفته شده که جانسون و همکارانش از این بابت نگران بودند که با امضای این لایحه سفیدپوستان جنوب به عنوان رای‌دهندگان به حزب دموکرات، قدرت تأثیرگذاری خود را در آینده از دست بدهند.
این عمل تأثیرات مثبت سریعی بر سرنوشت آمریکایی‌های آفریقایی‌تبار به جا گذاشت. در عرض چند ماه پس از تصویب آن، ۲۵۰۰۰۰ رای‌دهنده سیاه‌پوست جدید ثبت نام کردند، که یک سوم آن‌ها توسط مسئولان فدرال پذیرفته شدند. در عرض چهار سال ثبت نام رای‌دهندگان در جنوب بیش از دو برابر گردید. می‌سی‌سی‌پی با ۷۴٪ در سال ۱۹۶۵ بالاترین میزان مشارکت رای‌دهندگان سیاه را دارا بود و تعدادی از رهبران سیاه‌پوست نیز به مقامات دولتی برگزیده شدند. در سال ۱۹۶۹ میزان مشارکت رای‌دهندگان سیاه‌پوست در ایالت تنسی ۹۲٫۱٪ در آرکانزاس ۷۷٫۹٪، و در تگزاس، ۷۳٫۱٪ بود.
سفید پوستانی که با قانون حق رأی مخالف بودند دست به اقدامات نسنجیده‌ای زدند. در سال ۱۹۶۶ کلانتر جیم کلارک از آلاباما، که به خاطر گله گاو نامیدن راهپیمایان طرفدار حق رای، منفور شده بود، مجدداً قصد داشت کاندید شود. او نتوانست این بدنامی را از خود رفع کند و در انتخابات شکست خورد. او رأی سیاهان را از دست داد و از دفترش اخراج شد. کلارک بعدها به خاطر مواد مخدر از زندان سر درآورد. سیاه پوستان با به دست آوردن حق رأی چشم‌انداز سیاسی جنوب را تغییر دادند. هنگامی که کنگره قانون حق رأی را به تصویب رساند، تنها در حدود ۱۰۰ نفر آمریکایی آفریقایی‌تبار در تمام ایالت‌های شمالی دارای ستاد انتخاباتی بودند. در سال ۱۹۸۹، بیش از ۷۲۰۰ آمریکایی آفریقایی‌تبار ستاد داشتند که شامل بیش از ۴۸۰۰ دفتر در جنوب می‌گردید. تقریباً در هر منطقه‌ای که کمربند سیاه داشت، (یعنی در آن اکثریت با سیاه پوستان بود) سیاهان دارای موقعیت‌هایی شده بودند. تا آن زمان در آلاباما یک کلانتر سیاه‌پوست وجود داشت. سیاهان جنوب موقعیت‌های بهتری در شهرها، شهرستان‌ها و دولت‌های ایالتی دارا بودند. اندرو یانگ شهردار سیاه‌پوستی بود که آتلانتا برگزیده بود. در جکسون می‌سی‌سی‌پی نیز هاروی جانسون جونیور، و در نیواورلئان، ارنست موریال انتخاب شده بودند. در سطح ملی نیز سیاستمداران سیاه‌پوستی حضور داشتند نظیر باربارا جردن، نماینده تگزاس در کنگره و پرزیدنت جیمی کارتر نیز اندرو یانگ را به عنوان سفیر ایالات متحده در سازمان ملل متحد منصوب کرده بود. جولیان باند در سال ۱۹۶۵ به عضویت مجلس قانون‌گذاری ایالتی در جورجیا انتخاب شد، اگر چه واکنش سیاسی او در مخالفت با دخالت آمریکا در جنگ ویتنام مانع گرفتن این کرسی تا سال ۱۹۶۷ گردید. جان لوئیس نیز از سال ۱۹۸۷ پنجمین نماینده کنگره جورجیا در مجلس نمایندگان ایالات متحده بود.

## ممفیس، ترور کینگ و راهپیمایی مردم فقیر ۱۹۶۸
مقالات اصلی: کمپین مردم فقیر و ترور مارتین لوتر کینگ جونیور در ماه مارس سال ۱۹۶۸، کشیش جیمز لاوسون، کینگ را برای حمایت از اعتصاب کارگران به ممفیس تنسی دعوت کرد، پس از آنکه دو کارگر به‌طور تصادفی در هنگام کار کشته شده بودند، سایر کارگران کمپینی را به نمایندگی از اتحادیه راه اندازی کرده بودند، آن‌ها بخش مهمی از کمپین مردم فقیر که کینگ آن را طراحی کرده بود به‌شمار می‌رفتند. کینگ در تاریخ ۴ آوریل ۱۹۶۸، یک روز پس از سخنرانی تکان دهنده اش، "من در قله کوه بوده‌ام" ترور شد. این سخنرانی به خاطر تصویری که او از آینده ترسیم کرده بود در جامعه آمریکا معروف است. در روزهای پس از این واقعه، در محله‌های سیاه‌پوست‌نشین در بیش از ۱۱۰ شهر در سراسر ایالات متحده شورش‌هایی درگرفت، به ویژه در شیکاگو، بالتیمور، و در واشینگتن دی سی. در بسیاری از شهرستان‌ها به کسب و کار سیاهان آسیب رسانده شد و خانه‌هایشان ویران گردید، و روند توسعه اقتصادی برای یک نسل کند گردید.
روز قبل از مراسم تشییع جنازه کینگ در ۸ آوریل، کورتا اسکات کینگ و سه تن از فرزندانش ۲۰۰۰۰ نفر را به راهپیمایی در خیابان‌های ممفیس فراخواندند، در اعلامیه‌ای که قرائت شد، بر "آرمان‌های کینگ": "پایان نژادپرستی" و "برقراری عدالت در عصر حاضر" تأکید شد. مردان مسلح گارد ملی خیابان را بسته بودند و درحالی‌که بر تانک‌های M-۴۸ نشسته بودند و هلیکوپتر بالای سرشان می‌چرخید، مراقبت راهپیمایان بودند. در ۹ آوریل، خانم کینگ بار دیگر ۱۵۰۰۰۰ نفر از مردم را برای مراسم تشییع جنازه به خیابان‌های آتلانتا کشاند. این اقدام او شجاعت و امید را در بسیاری از اعضای جنبش زنده ساخت و جای خود را به عنوان رهبر جدید در مبارزه برای برابری نژادی باز کرد.
کورتا کینگ گفت، مارتین لوتر کینگ جونیور زندگی خود را برای فقرا در سراسر جهان، کارگران زباله گرد ممفیس و دهقانان ویتنام وقف کرده بود. روزی که مردم سیاه‌پوست و دیگرانی که در اسارت هستند، آزادی واقعی داشته باشند، روزی که قوانین تبعیض‌آمیز لغو شده باشد، روزی که دیگر جنگی نباشد، می‌دانم که در چنین روزی شوهر من به صلح و آرامش ابدی خواهد رسید. کورتا کینگ کشیش رالف آبرناتی، کینگ را رئیس موفق SCLC خواند و تلاش کرد برنامه چهارم کینگ، راهپیمایی مردم فقیر را عملی سازد. برای اتحاد سیاه پوستان و سفید پوستان به انجام تغییرات بنیادی در جامعه آمریکا و ساختار اقتصادی آن نیاز بود. راهپیمایی‌ها تحت رهبری مشفقانه آبرناتی ادامه یافت بی‌آنکه به هدفی دست یابد.

## قتل امت تیل ۱۹۵۵
امت تیل چهارده ساله آمریکایی آفریقایی اهل شیکاگو برای دیدن خانواده‌اش تابستان به مانی در میسی‌سی‌پی رفت. او که ظاهراً با یک زن سفیدپوست به اسم کارولین برایانت در یک بقالی کوچک و برخلاف اصول فرهنگی میسی‌سی‌پی در حال مراوده بود با بی رحمی توسط شوهر این زن و برادرناتنی‌اش مورد ضرب وشتم قرار گرفت و سپس با شلیک گلوله به سرش به قتل رسیده و جسدش در رودخانه تالاهاتچی غرق شد. سه روز بعد جنازه او را کشف کردند واز آب بیرون کشیدند. مامی تیل مادر امت جسد را به خانه‌اش برد وبا اصرار در تابوتی سرباز قرار داد. از بقایای تیل ده‌ها هزار پرونده گذشت ولی انتشار اسف بار تصویر عزاداری مادرش که مظلومانه به بدن پاره‌پاره فرزندش خیره مانده بود دنیا را از سبوعیت نژادپرستی آمریکایی تکان داد. وان ار. نیوکرک در شماره ۳۹ خود نوشت که محکمه این قاتلان به روشنی گویای ظلم ناشی از ارجحیت سفید پوستان به دلیل ظاهرشان است. دادگاه میسی سی پی دو مظنون را دراین خصوص فراخواند ولی هردو با رأی هیئت منصفه ای که تمام اعضای آن سفیدپوست بودند به سرعت تبرئه شدند.
تاریخ‌شناسی به نام تیم تایسون نوشته قدرت مامی مادر امت بود که توانست عزاداری خصوصی‌اش را موضوعی عمومی تبدیل کند. واکنش احساسی انظار در برابر چنین سوگواری بر سر تابوتی سرباز به جنبش سیاهپوستان در سرتاسر آمریکا تبدیل شد. جوان‌های سیاهپوستی از قبیل جولیان بلاند، جویس لندرو و دیگر کسانی که همزمان با تیل متولد شده بودند از این قتل و محکمه برانگیخته شدند و خود را نسلی از امت تیل خواندند. یکصد روز بعد از قتل امت تیل، روزا پارک از دادن صندلی خود در اتوبوسی در آلاباما خودداری کرد. در واقع پارک به مامی تیل گفت که تصویر صورت متلاشی امت در تابوت موقع امتناع از دادن صندلی در اتوبوس مونت گومری جلوی چشمش بود. تابوت درشیشه ای که برای مراسم دفن تیل در شیکاگو مورد استفاده قرار گرفته بود در سال ۲۰۰۹ درپارکینگ گورستانی پیدا شد و تیل بعد از نبش قبر در تابوت‌های مختلفی در سال ۲۰۰۵ گذاشته شده و دوباره دفن شد. خانواده تیل تصمیم گرفتند تا تابوت اصلی را به موزه ملی فرهنگی هنری آمریکایی آفریقایی اسمیتسونیان اهدا کنند و هم‌اکنون در این مکان قابل رویت است. در سال ۲۰۰۷، برایانت اعتراف کردکه بیشتر قسمت‌های احساسی ماجرای سال ۱۹۵۵ ساخته خودش بوده.

## سازمان‌های فعال
سازمان‌های ملی/منطقه ای حقوق مدنی
- کنگره برابری نژادی (CORE)
- انجمن ملی پیشرفت رنگین‌پوستان (NAACP)
- کنفرانس رهبری مسیحیان جنوبی (SCLC)
- کمیته هماهنگی دانشجویان علیه خشونت (SNCC)
- صندوق آموزشی کنفرانس جنوب (SCEF)
- شورای ملی زنان سیاه پوست (NCNW)
- کنفرانس رهبری حقوق مدنی (LCCR)
- کمیته پزشکی حقوق بشر (MCHR)
- کمیته سازماندهی دانشجویان جنوب (SSOC)
- امداد زمینی مشترک

سازمان‌های ملی توانمندسازی اقتصادی
- اتحادیه ملی شهری
- عملیات سبد نان

سازمان‌های محلی حقوق مدنی
- شورای منطقه ای رهبری سیاهپوستان (می سی سی پی)
- شورای سازمان های فدرال (می سی سی پی)
- شورای سیاسی زنان (مونتگومری، AL)
- انجمن بهبود مونتگومری (مونتگومری، AL)
- جنبش آلبانی (آلبانی، GA)
- کمیته حقوق مدنی دانشجویان ویرجینیا

## فعالیت‌ها
- Ralph Abernathy
- Victoria Gray Adams
- الا جوزفین بیکر
- جیمز بالدوین
- ماریون باری
- Daisy Bates
- Fay Bellamy Powell
- جیمز لوتر بول
- Claude Black
- Unita Blackwell
- Julian Bond
- Amelia Boynton
- Anne Braden
- Carl Braden
- Mary Fair Burks
- کوام تور
- Septima Clark
- Dorothy Cotton
- کلودت کالوین
- Jonathan Daniels
- Annie Devine
- Doris Derby
- Marian Wright Edelman
- Medgar Evers
- Myrlie Evers-Williams
- James L. Farmer, Jr.
- Karl Fleming
- James Forman
- Frankie Muse Freeman
- دیک گرگوری
- Prathia Hall
- فانی لوه هامر
- لورن هنزبری
- Lola Hendricks
- Aaron Henry
- Myles Horton
- T. R. M. Howard
- Winson Hudson
- جس جکسون
- Jimmie Lee Jackson
- Esau Jenkins
- Gloria Johnson-Powell
- Clyde Kennard
- کورتا اسکات کینگ
- مارتین لوتر کینگ جونیور
- Bernard Lafayette
- W. W. Law
- James Lawson
- جان لویس (نماینده کنگره آمریکا)
- Viola Liuzzo
- Joseph Lowery
- Autherine Lucy
- Clara Luper
- تورگود مارشال
- James Meredith
- Loren Miller
- Jack Minnis
- Anne Moody
- Harry T. Moore
- Robert Parris Moses
- Bill Moyer
- Diane Nash
- دنیس نیکلاس
- E. D. Nixon
- David Nolan
- James Orange
- Nan Grogan Orrock
- رزا پارکس
- Rutledge Pearson
- George Raymond Jr.
- James Reeb
- Gloria Richardson
- Amelia Boynton Robinson
- Jo Ann Robinson
- Ruby Doris Smith-Robinson
- بایارد راستین
- Cleveland Sellers
- Charles Sherrod
- Fred Shuttlesworth
- Modjeska Monteith Simkins
- Rev. Charles Kenzie Steele
- C. T. Vivian
- Wyatt Tee Walker
- Hosea Williams
- مالکوم ایکس
- Andrew Young

### هنرمندان و فعالیت‌های مرتبط
- مایا آنجلو
- جوآن بائز
- جیمز بالدوین
- هری بلافونته
- رالف بانچ
- Guy Carawan
- Robert Carter
- William Sloane Coffin
- اوسی دیویس
- ماهالیا جکسون
- روبی د
- James Dombrowski
- ویلیام دوبوآ
- Virginia Durr
- باب دیلن
- John Hope Franklin
- Jack Greenberg
- Anna Arnold Hedgeman
- Dorothy Height
- چارلتون هستون
- هوارد زین
- Clarence Jordan
- Stetson Kennedy
- Arthur Kinoy
- William Kunstler
- Staughton Lynd
- Constance Baker Motley
- نیچل نیکولز
- فیل اوکس
- اودتا
- سیدنی پوآتیه
- ای. فیلیپ راندولف
- پل رابسون
- جکی رابینسون
- پیت سیگر
- نینا سیمون
- Norman Thomas
- روی ویلکینز
- Whitney Young